# Dienstgrade der Feuerwehr im Saarland
Dieser Artikel listet die Dienstgrade der Feuerwehren im Saarland auf.

## Freiwillige Feuerwehr und Werkfeuerwehr
Die Angehörigen der Freiwilligen Feuerwehren (FF) und der Werkfeuerwehren (WF) werden als Feuerwehranwärter aufgenommen. Nach abgeschlossener Truppmannausbildung erfolgt die Ernennung zum Feuerwehrmann. Die Beförderung zum Löschmeister setzt eine abgeschlossene Gruppenführerausbildung, die zum Brandmeister eine abgeschlossene Zugführer-Ausbildung voraus.

### Voraussetzungen
Über Beförderungen entscheidet der Bürgermeister auf Vorschlag des Wehrführers, von Angehörigen der Werkfeuerwehren entscheidet die Leitung des Betriebes oder der Einrichtung. In der Freiwilligen Feuerwehr gelten folgende Voraussetzungen:
- Feuerwehrmann: abgeschlossene Feuerwehr-Grundausbildung nach jeweils geltender FwDV und zweijährige Feuerwehrtätigkeit (Verkürzung möglich durch Tätigkeit in der Jugendfeuerwehr)
- Oberfeuerwehrmann: abgeschlossene Truppführer-Ausbildung und vierjährige Dienstzeit als Feuerwehrmann
- Hauptfeuerwehrmann: Beförderung zum Oberfeuerwehrmann und Gesamtdienstzeit von 15 Jahren
- Löschmeister: abgeschlossene Gruppenführer-Ausbildung und mindestens einjährige Dienstzeit als Oberfeuerwehrmann (Beförderung zum Hauptfeuerwehrmann nicht notwendig)
- Oberlöschmeister: einjährige Dienstzeit als Löschmeister
- Hauptlöschmeister: fünfjährige Dienstzeit als Oberlöschmeister
- Brandmeister: abgeschlossene Zugführer-Ausbildung und einjährige Dienstzeit als Oberlöschmeister (Beförderung zum Hauptlöschmeister nicht notwendig)
- Oberbrandmeister: zweijährige Dienstzeit als Brandmeister
- Hauptbrandmeister: zweijährige Dienstzeit als Oberbrandmeister

### Dienstgradabzeichen nach neuer VV Dienstkleidung 2015
Die Verwaltungsvorschrift über die Feuerwehrbekleidung im Saarland trat ab 1. April 2015 in Kraft. Dienstkleidung einschließlich der Dienstgrad- und Funktionsabzeichen nach alter Dienstvorschrift (siehe unten) kann weiter getragen werden.
Die Dienstgradabzeichen für die Angehörigen der Freiwilligen Feuerwehren und der Werkfeuerwehren bestehen aus einem unten beschriebenen Schulterklappenpaar.
Die Schulterklappen für ehrenamtlich tätige Angehörige der kommunalen Feuerwehren und nebenberufliche Angehörige der Werkfeuerwehren tragen rote Umlaufbiesen sowie Dienstgradsterne, Funktionssterne und Funktionssymbole in Form von Balken oder grafischen Darstellungen.
Mannschaftsdienstgrade:
- (Werk-)Feuerwehranwärter/-in: kein Dienstgradstern
- (Werk-)Feuerwehrmann/-frau: ein roter Dienstgradstern
- (Werk-)Oberfeuerwehrmann/-frau: zwei rote Dienstgradsterne
- (Werk-)Hauptfeuerwehrmann/-frau: drei rote Dienstgradsterne

Führungsdienstgrade:
- (Werk-)Löschmeister/-in: ein rot-silberner Dienstgradstern
- (Werk-)Oberlöschmeister/-in: zwei rot-silberne Dienstgradsterne
- (Werk-)Hauptlöschmeister/-in: drei rot-silberne Dienstgradsterne
- (Werk-)Brandmeister/-in: ein silberner Dienstgradstern
- (Werk-)Oberbrandmeister/-in: zwei silberne Dienstgradsterne
- (Werk-)Hauptbrandmeister/-in: drei silberne Dienstgradsterne

Funktionsabzeichen:
- stellvertretende/-r  Abteilungsleiter/-in, stellvertretende/r Löschbezirksführer/-in: 2 mm starke Litze unterhalb des Dienstgrades
- Abteilungsleiter/-in, Löschbezirksführer/-in: 2 je 2 mm starke Litzen unterhalb des Dienstgrades
- stellvertretende/-r  Leiter/-in, stellvertretende/r  Wehrführer/-in, Löschabschnittsführer: 3 je 2 mm starke Litzen unterhalb des Dienstgrades
- Leiter/-in, Wehrführer/-in: 4 je 2 mm starke Litzen unterhalb des Dienstgrades

- Kreisbrandmeister/-in, Regionalverbandsbrandmeister/-in: 1 goldener Funktionsstern mit Eichenlaub
- Brandinspekteur/-in: 2 goldene Funktionssterne mit Eichenlaub
- Landesbrandinspekteur/-in: 3 goldene Funktionssterne mit Eichenlaub

- Landesfeuerwehrverband Vorsitzende/-r: 3 goldene Funktionssterne
- Landesfeuerwehrverband stellvertretende/-r  Vorsitzende/-r: 3 silberne Funktionssterne
- Kreisfeuerwehrverbände Vorsitzende/-r: 2 goldene Funktionssterne
- Kreisfeuerwehrverbände stellvertretende/-r  Vorsitzende/-r: 2 silberne Funktionssterne

- Beauftragter für die Jugendfeuerwehr, Ebene Löschbezirk: rote Jugendflamme
- Beauftragter für die Jugendfeuerwehr, Ebene Gemeinde: silberne Jugendflamme
- Beauftragter für die Jugendfeuerwehr, Ebene Gemeindeverband/Kreis: goldene Jugendflamme
- Beauftragter für die Jugendfeuerwehr, Ebene Land: goldene Jugendflamme mit Eichenlaub

(die jeweiligen Stellvertreter tragen die Funktionsabzeichen wie vor, jedoch als Umriss)
- Feuerwehrmusiker/-in: rote Lyra
- Leiter/-in des Musikzuges oder Stabführer/-in: silberne Lyra
- Kreisstabführer/-in: silberne Lyra, 1 silberner Funktionsstern
- Landesstabführer/-in: goldene Lyra, 1 goldener Funktionsstern

- Feuerwehr-Seelsorger: silberner vierstrahliger Stern als Umriss

- Feuerwehr-Arzt: silberner Äskulapstab

Nachfolgend sind die Schulterklappen für ehrenamtlich tätige Angehörige der kommunalen Feuerwehren und nebenberufliche Angehörige der Werkfeuerwehren dargestellt.

#### Mannschaftsdienstgrade

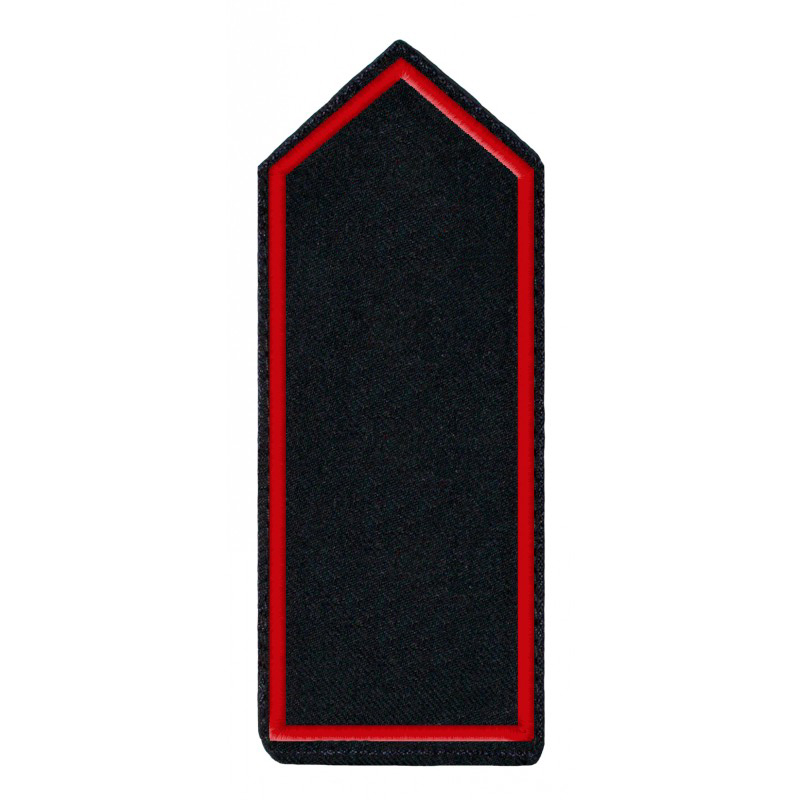
(Werk-)Feuerwehranwärter/-in
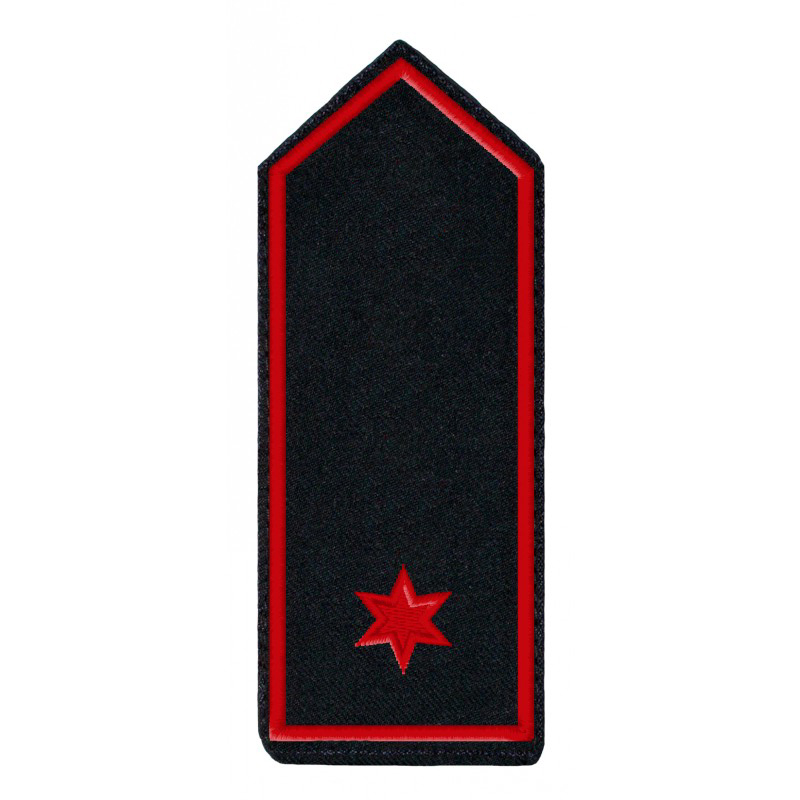
(Werk-)Feuerwehrmann/-frau
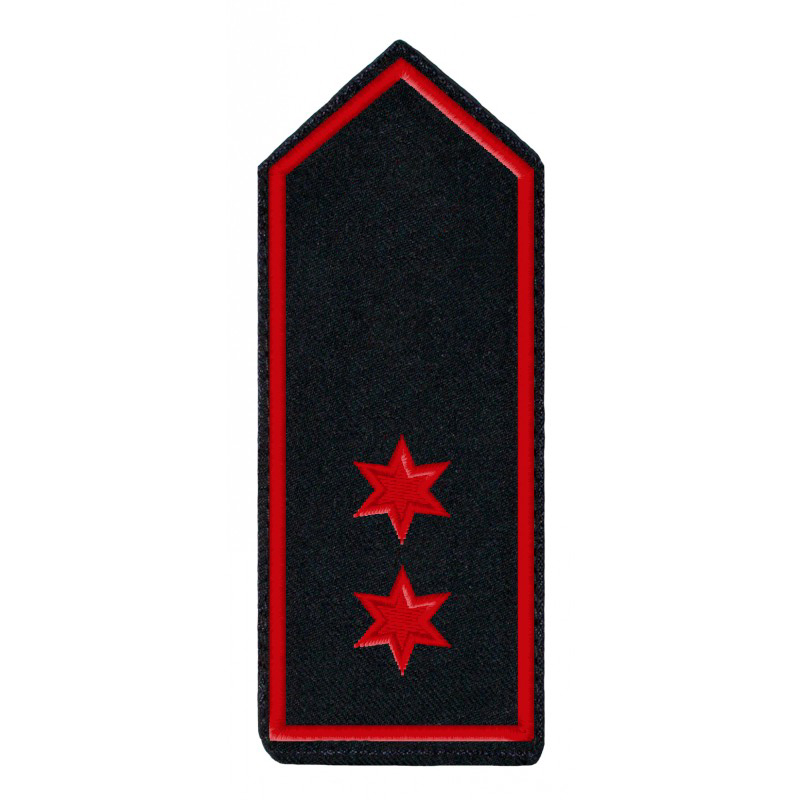
(Werk-)Oberfeuerwehrmann/-frau
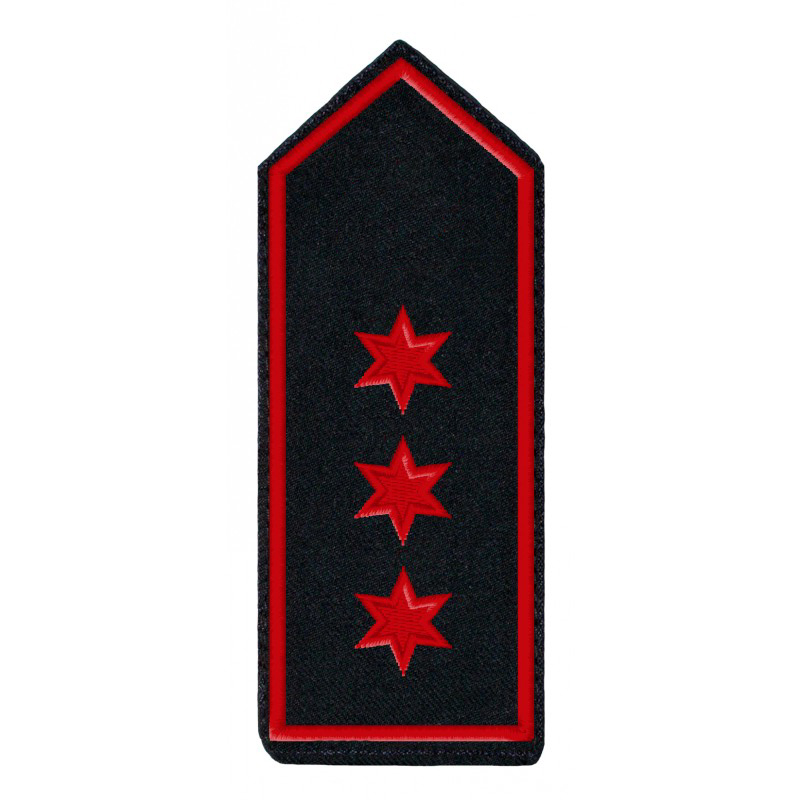
(Werk-)Hauptfeuerwehrmann/-frau

#### Führungsdienstgrade

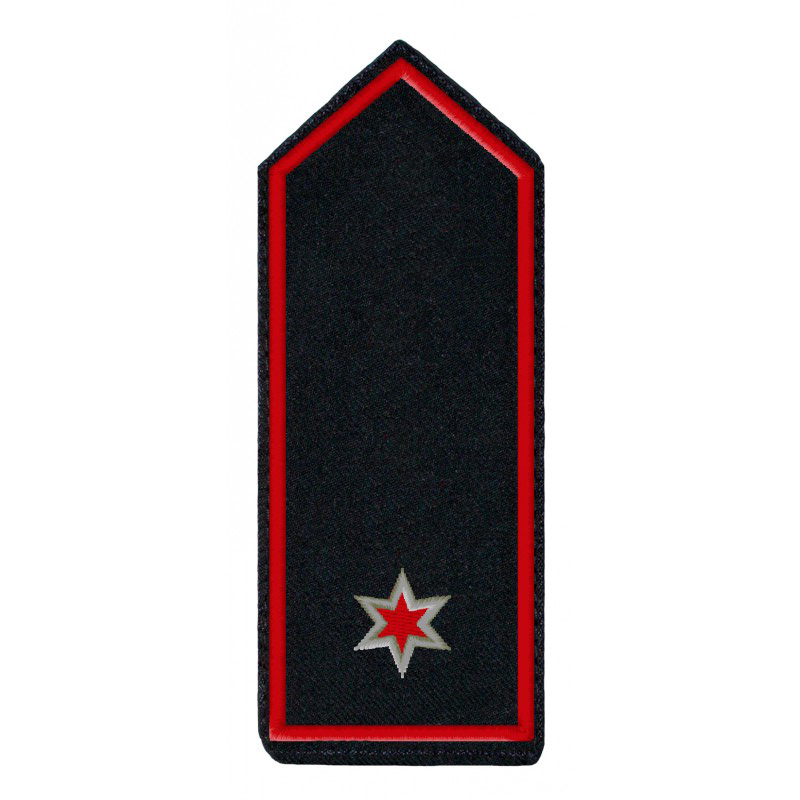
(Werk-)Löschmeister/-in
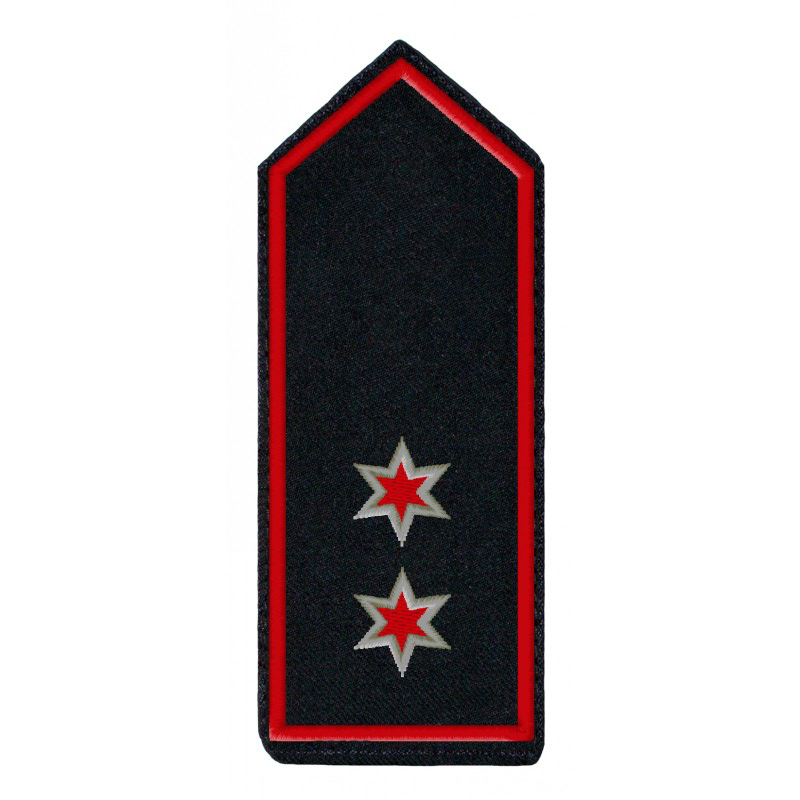
(Werk-)Oberlöschmeister/-in
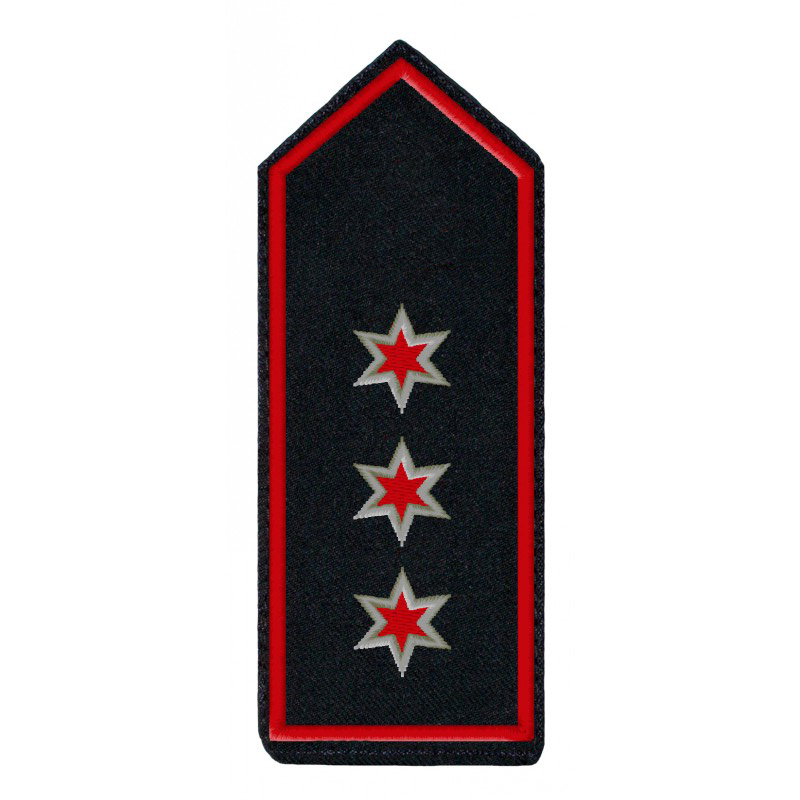
(Werk-)Hauptlöschmeister/-in
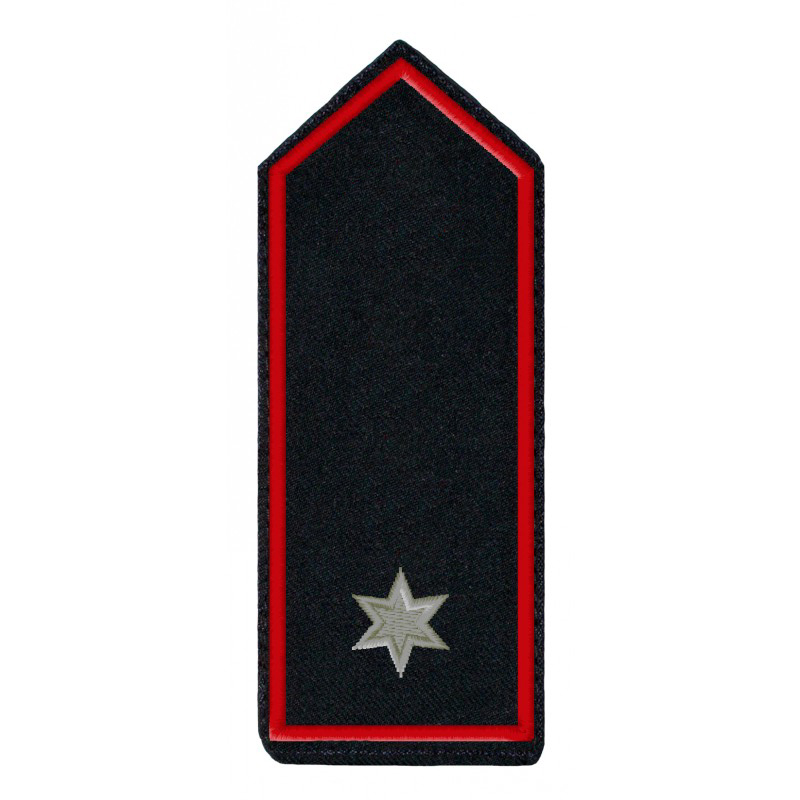
(Werk-)Brandmeister/-in
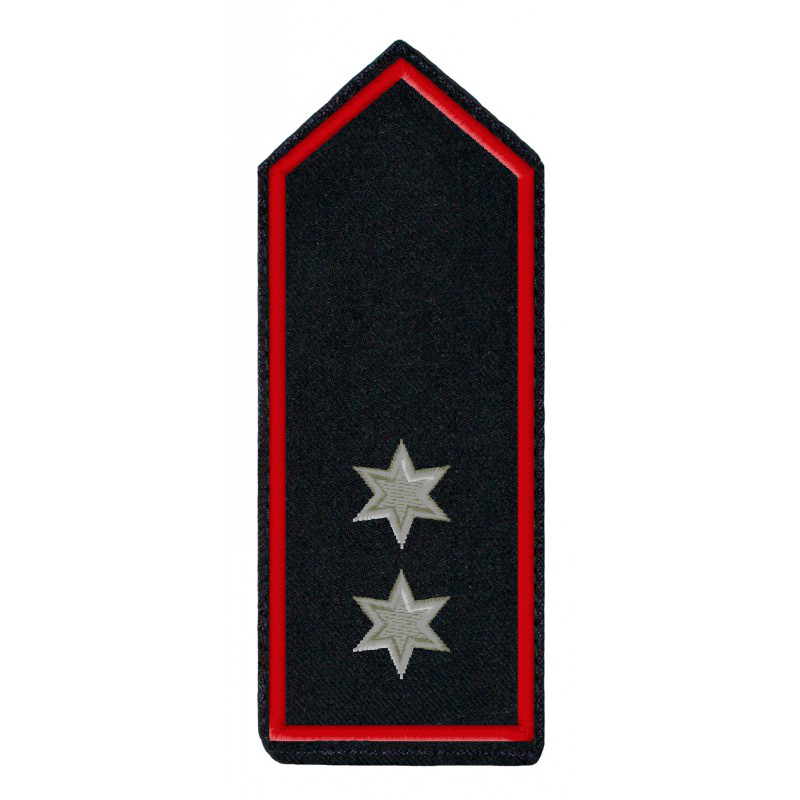
(Werk-)Oberbrandmeister/-in
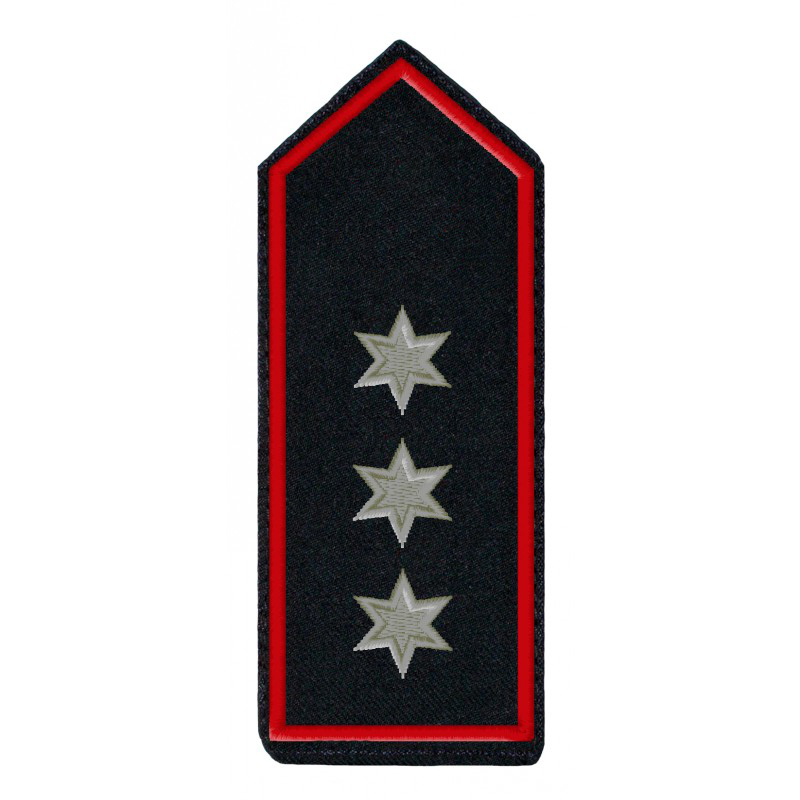
(Werk-)Hauptbrandmeister/-in

#### Funktionsabzeichen

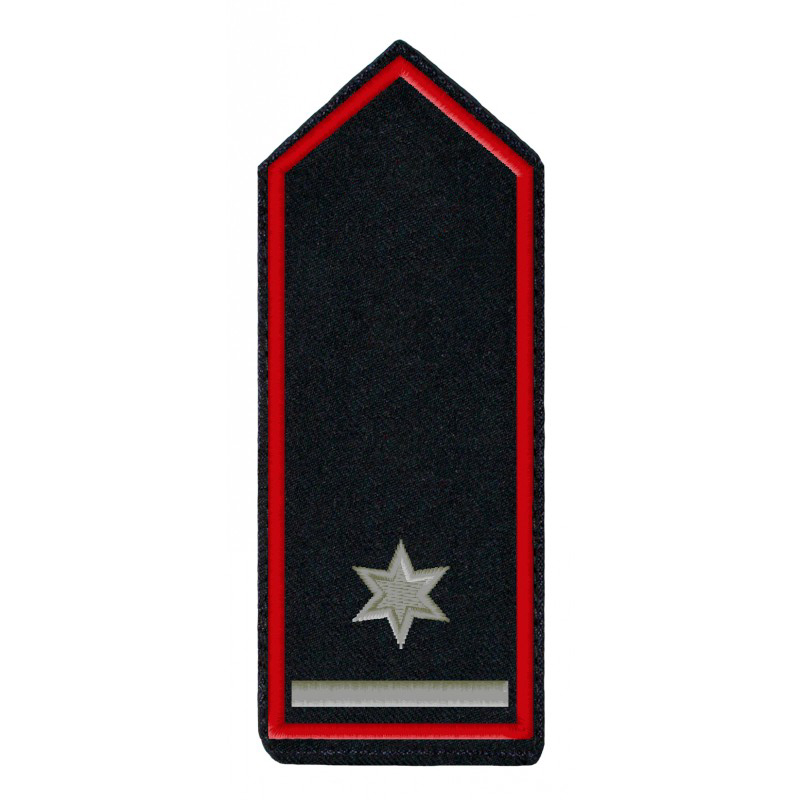
Brandmeister/-in als stellvertretende/r  Löschbezirksführer/-in
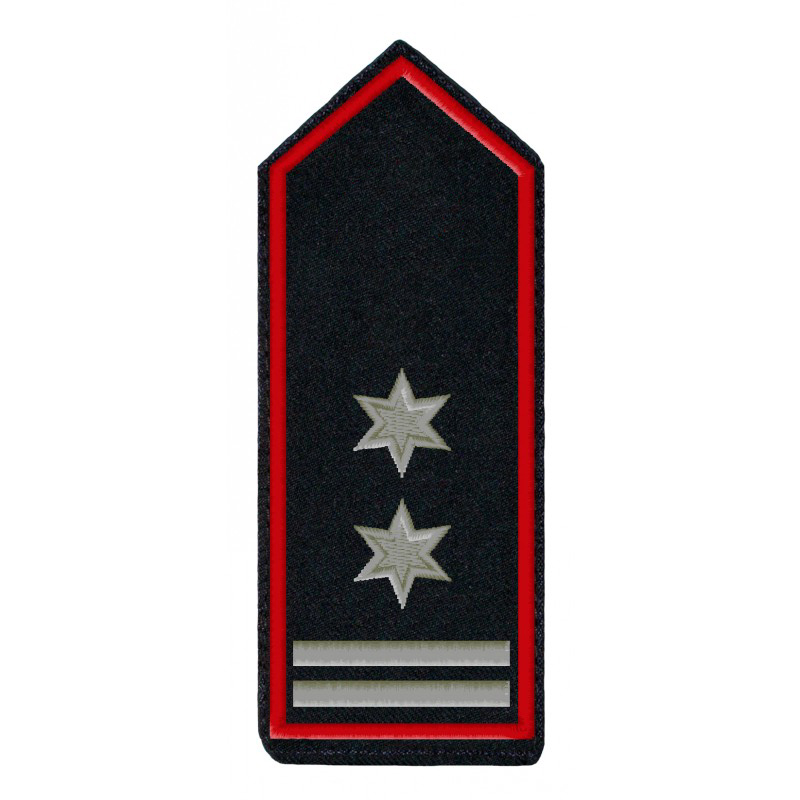
Oberbrandmeister/-in als Löschbezirksführer/-in
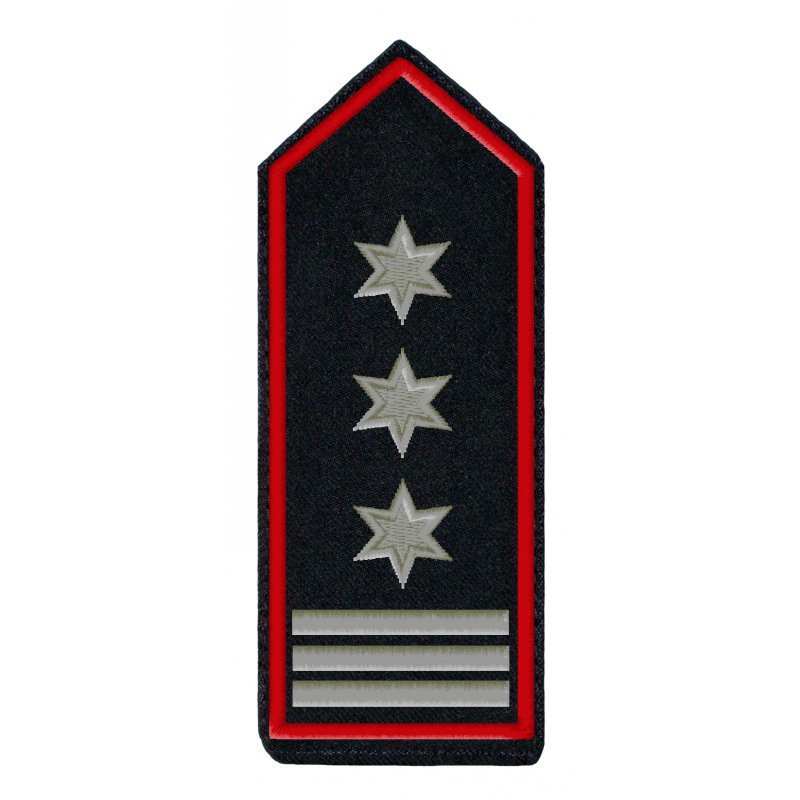
Hauptbrandmeister/-in als stellvertretende/r  Wehrführer/-in oder Löschabschnittsführer/-in
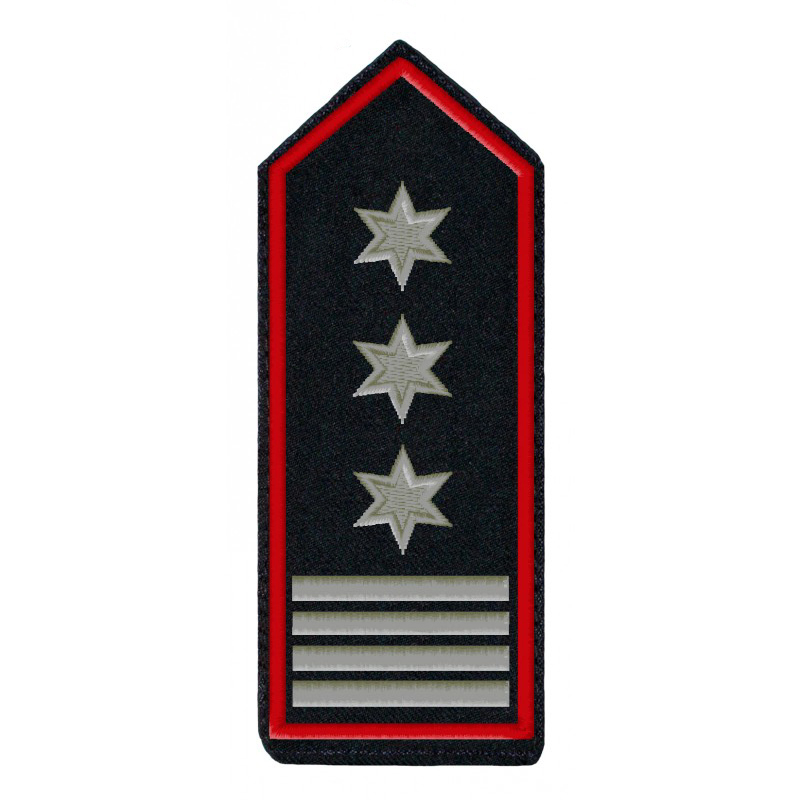
Hauptbrandmeister/-in als Wehrführer/-in
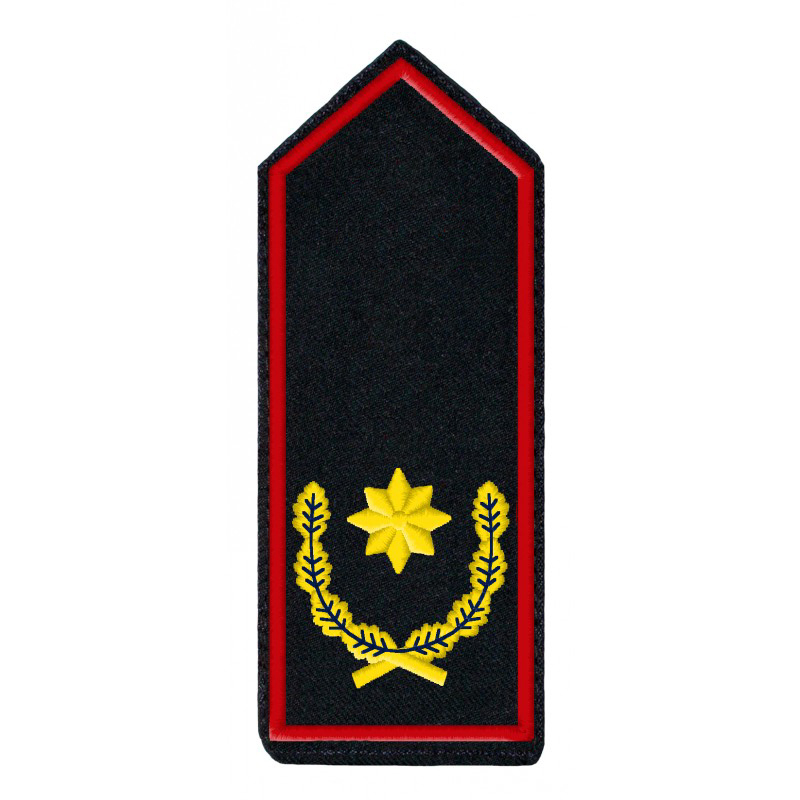
Kreisbrandmeister/-in, Regionalverbandsbrandmeister/-in
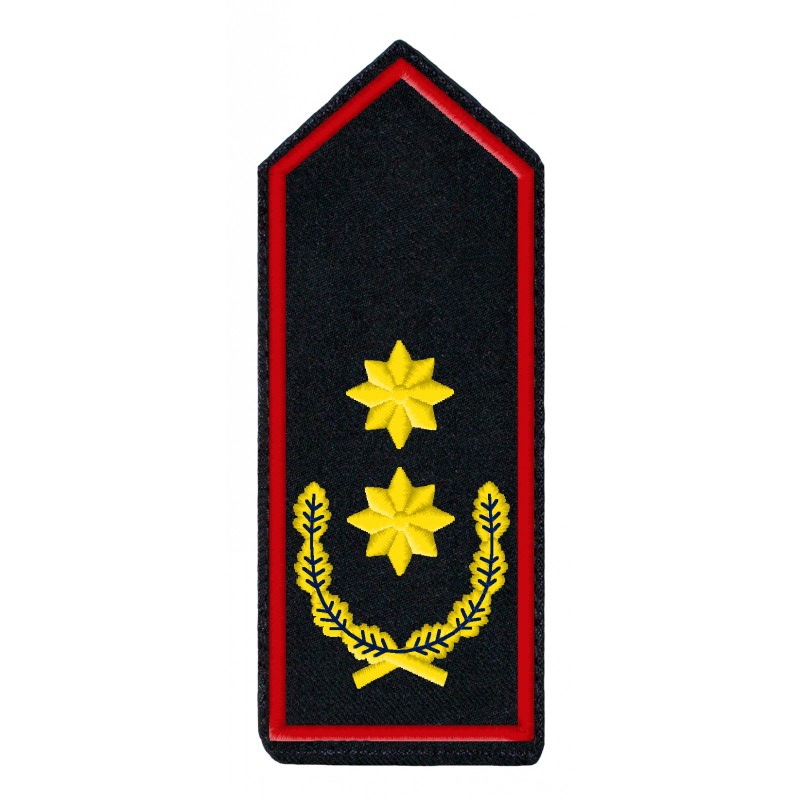
Brandinspekteur/-in
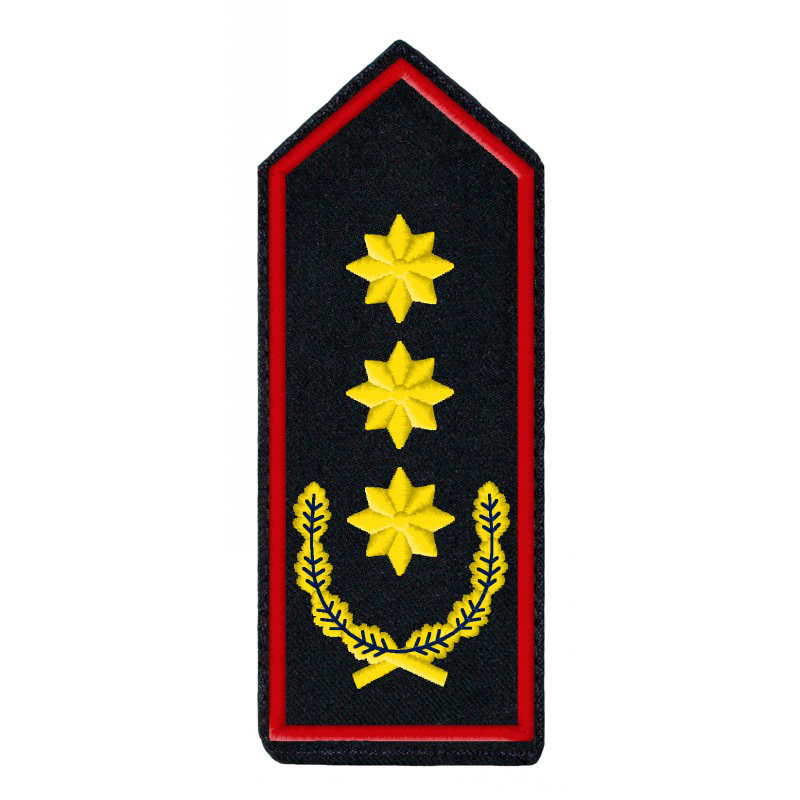
Landesbrandinspekteur/-in
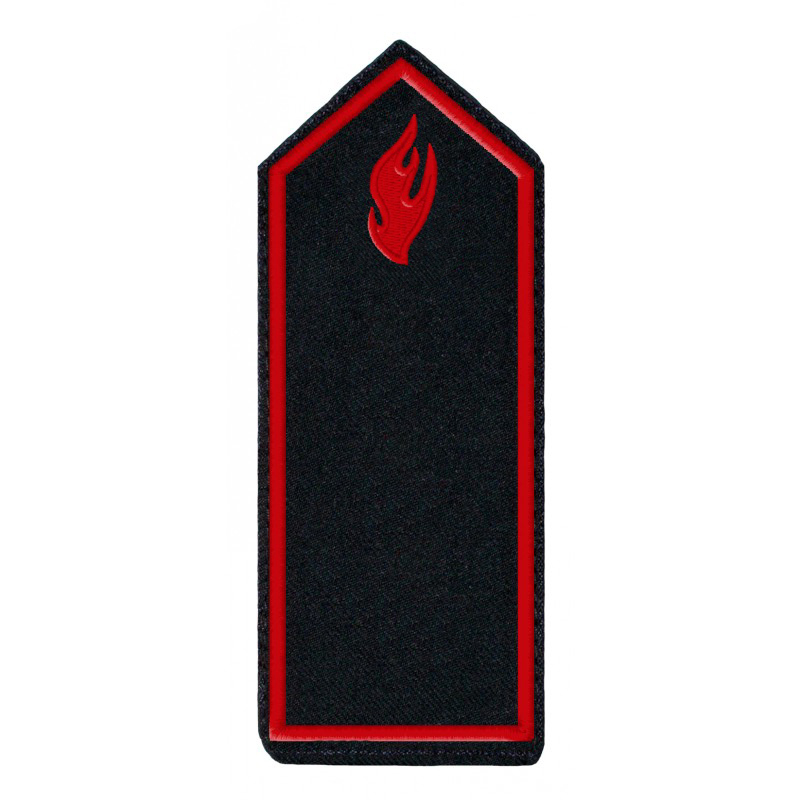
Beauftragte/-r für die Jugendfeuerwehr, Ebene Löschbezirk
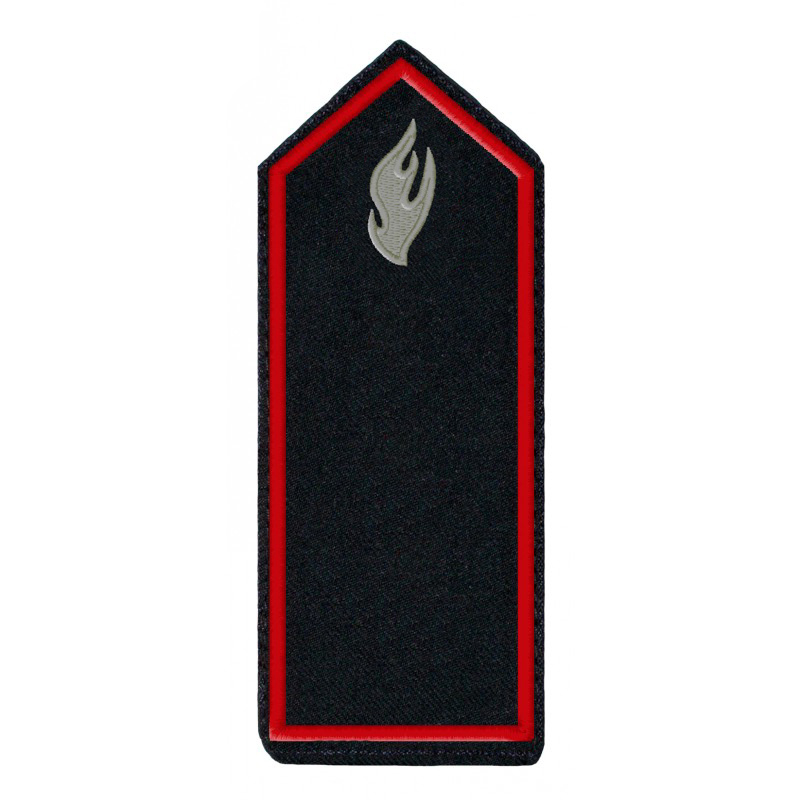
Beauftragte/-r für die Jugendfeuerwehr, Ebene Gemeinde
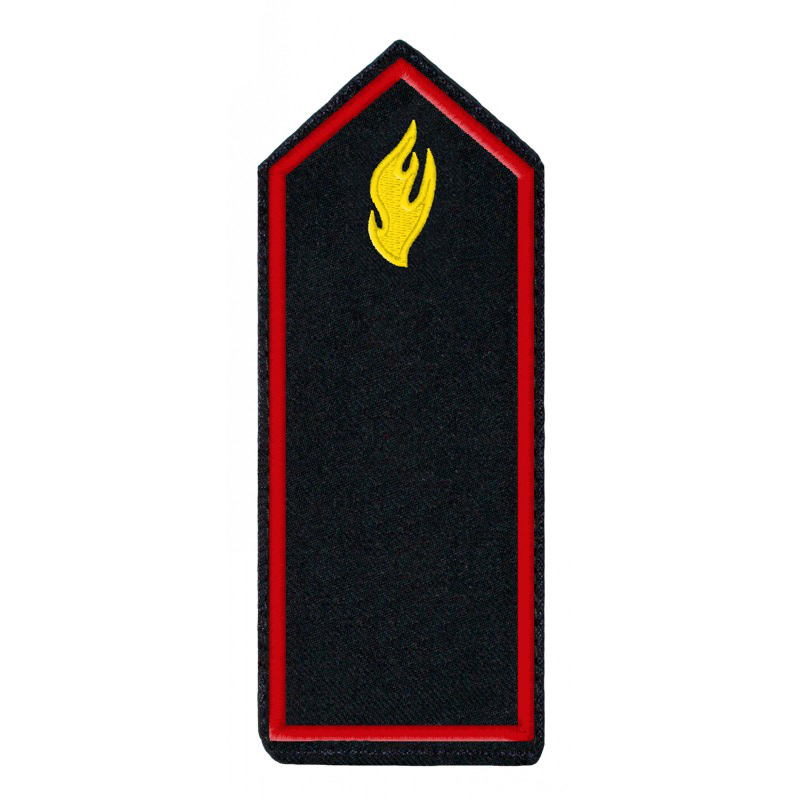
Beauftragte/-r für die Jugendfeuerwehr, Ebene Kreis
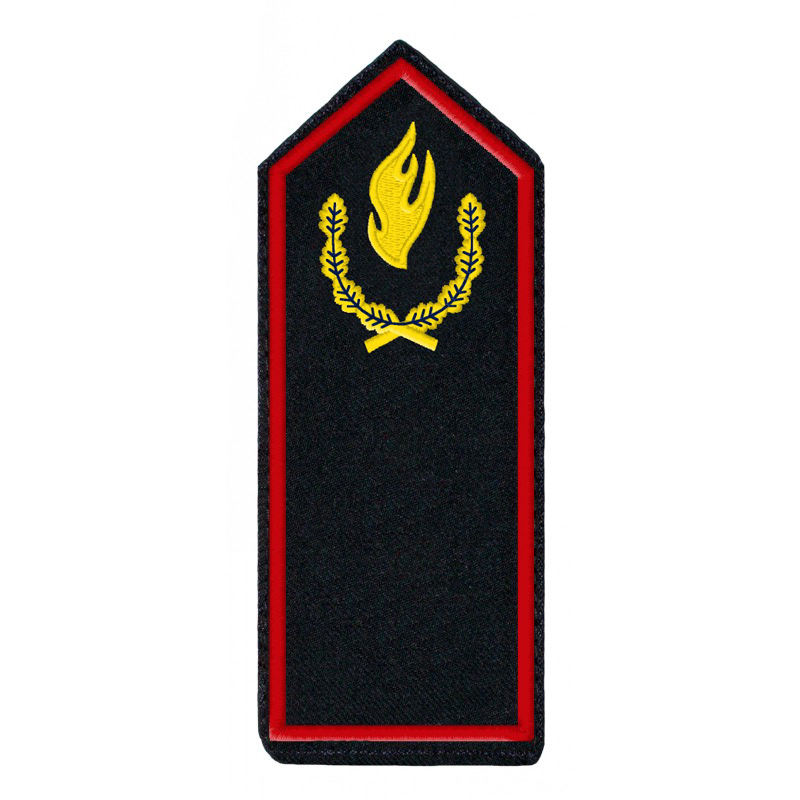
Beauftragte/-r für die Jugendfeuerwehr, Ebene Land
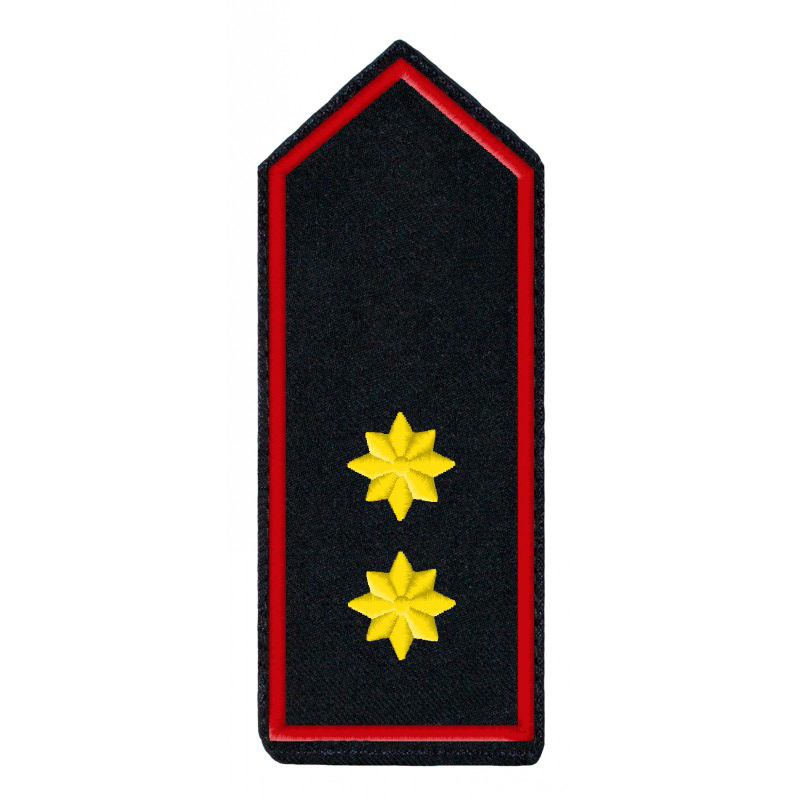
Kreisfeuerwehrverbände Vorsitzende/-r
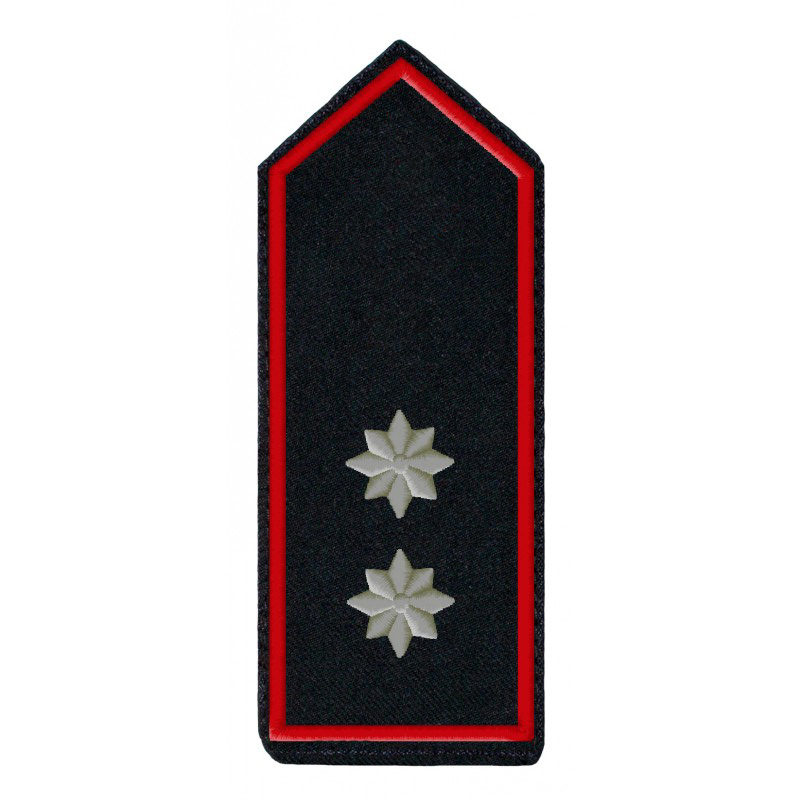
Kreisfeuerwehrverbände stellv. Vorsitzende/-r
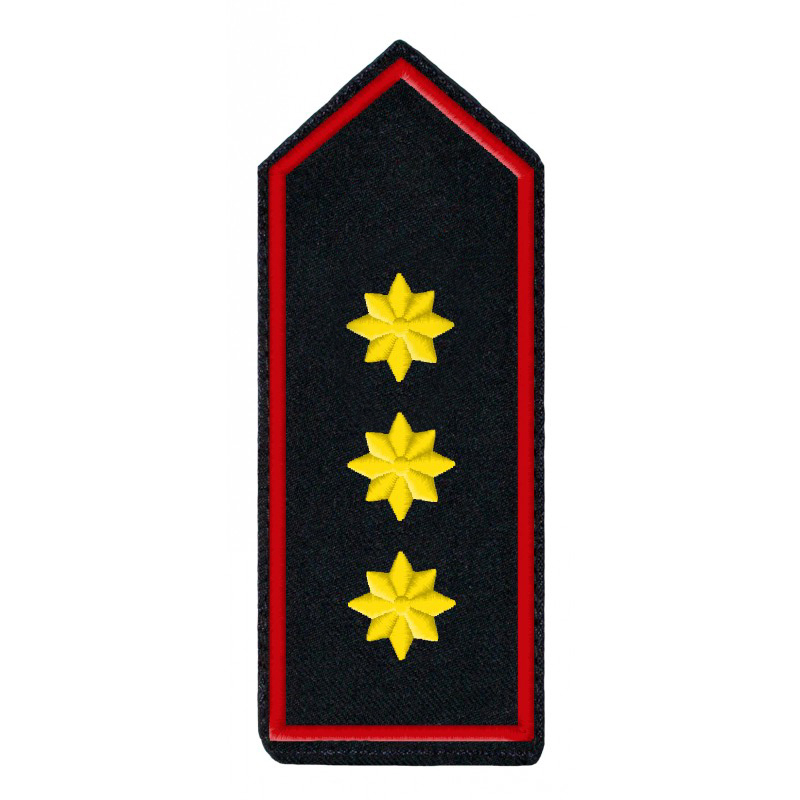
Landesfeuerwehrverband Vorsitzende/-r
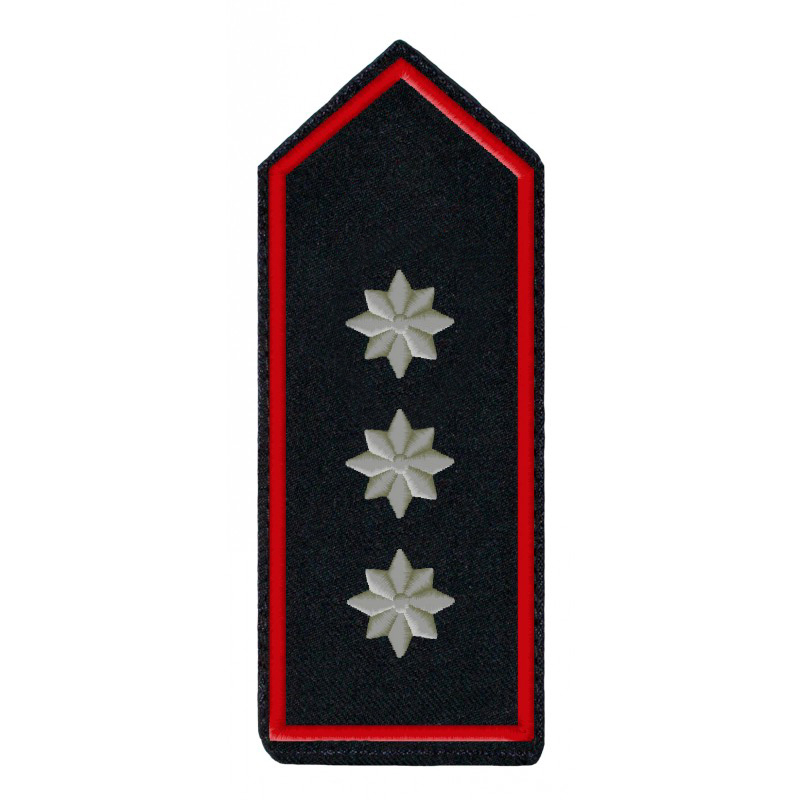
Landesfeuerwehrverband stellv. Vorsitzende/-r
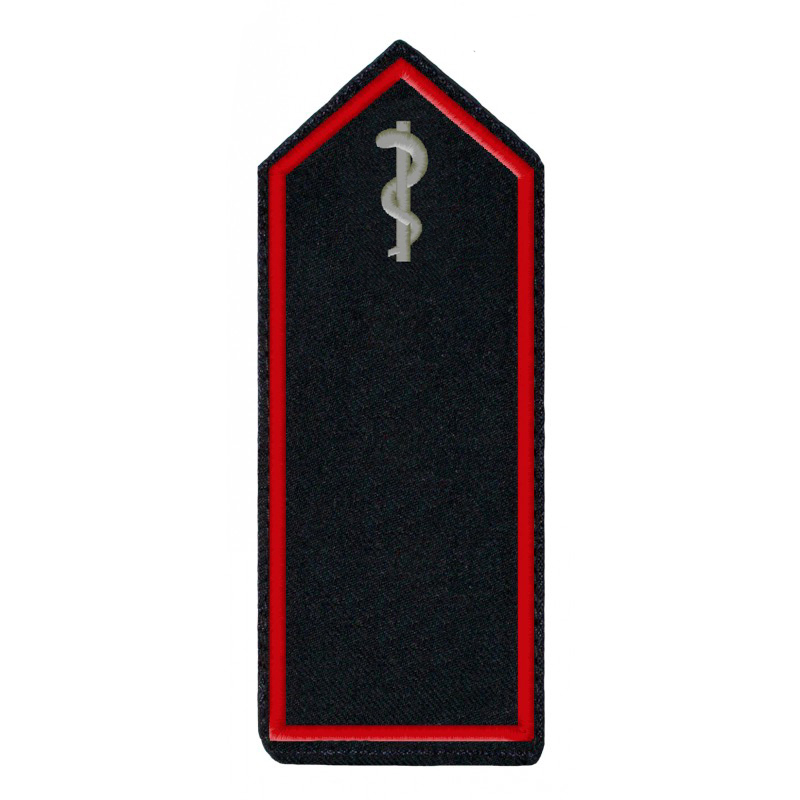
Feuerwehr-Arzt
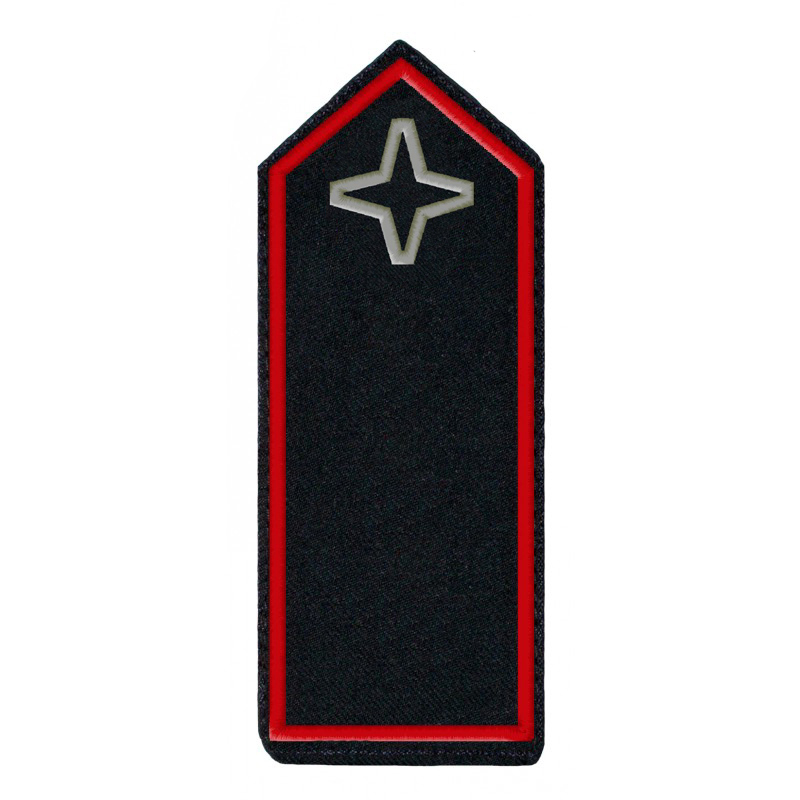
Feuerwehr-Seelsorger
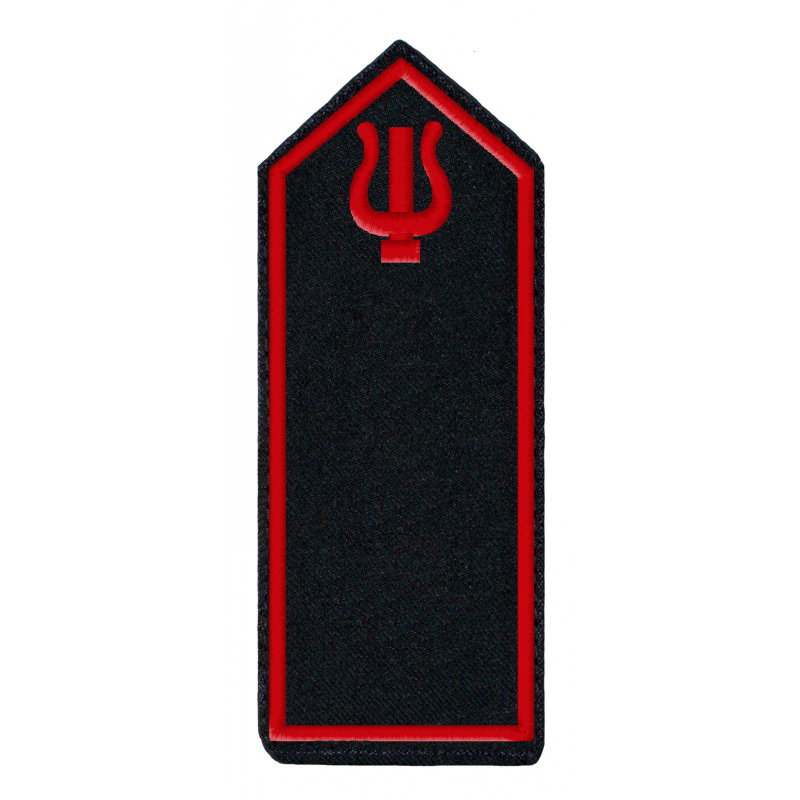
Feuerwehrmusiker/-in
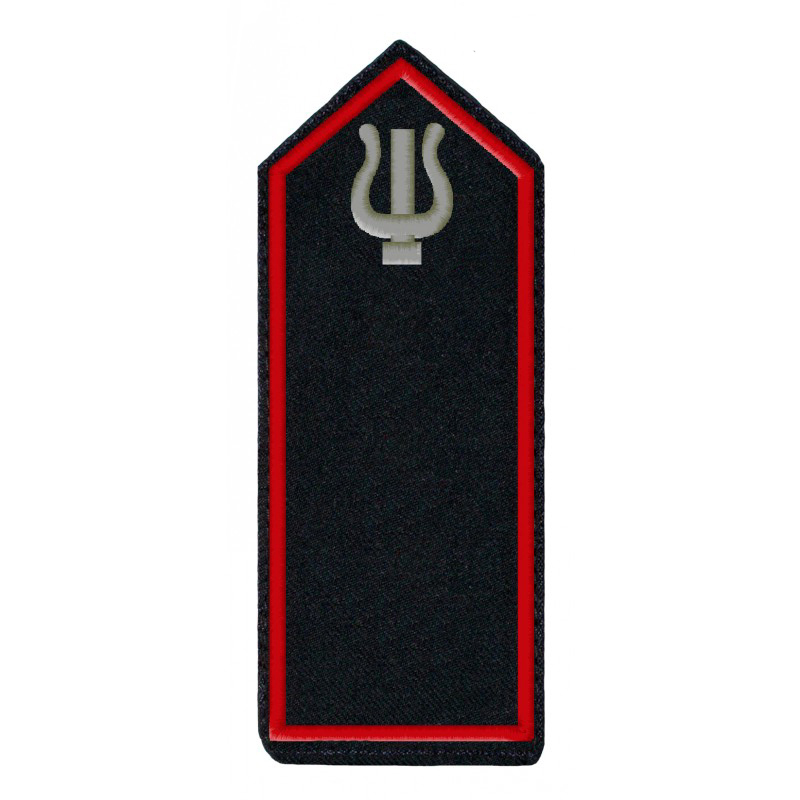
Leiter/-in des Musikzuges oder Stabführer/-in
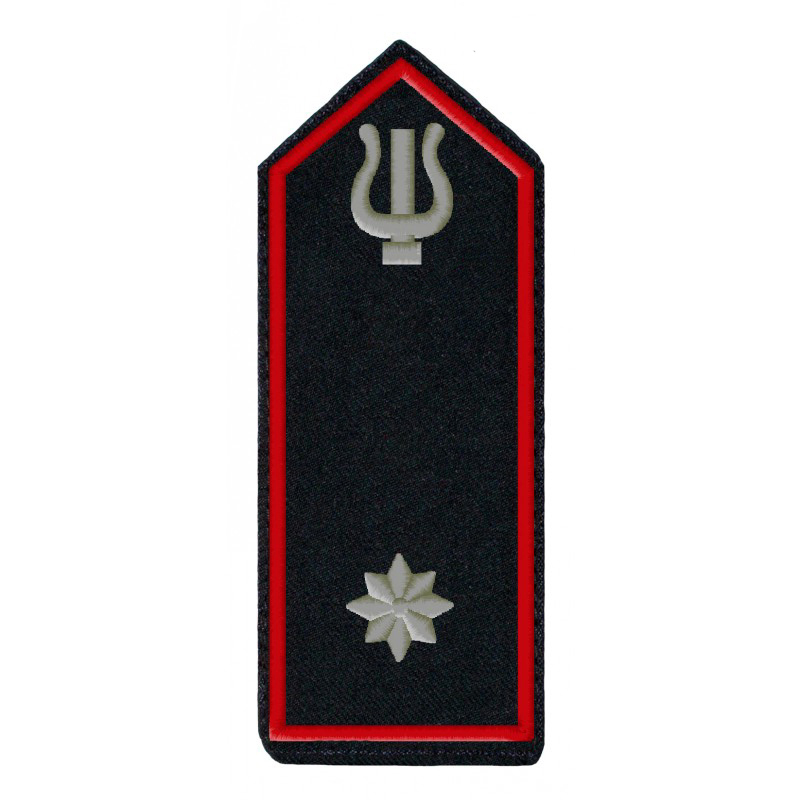
Kreisstabführer/-in
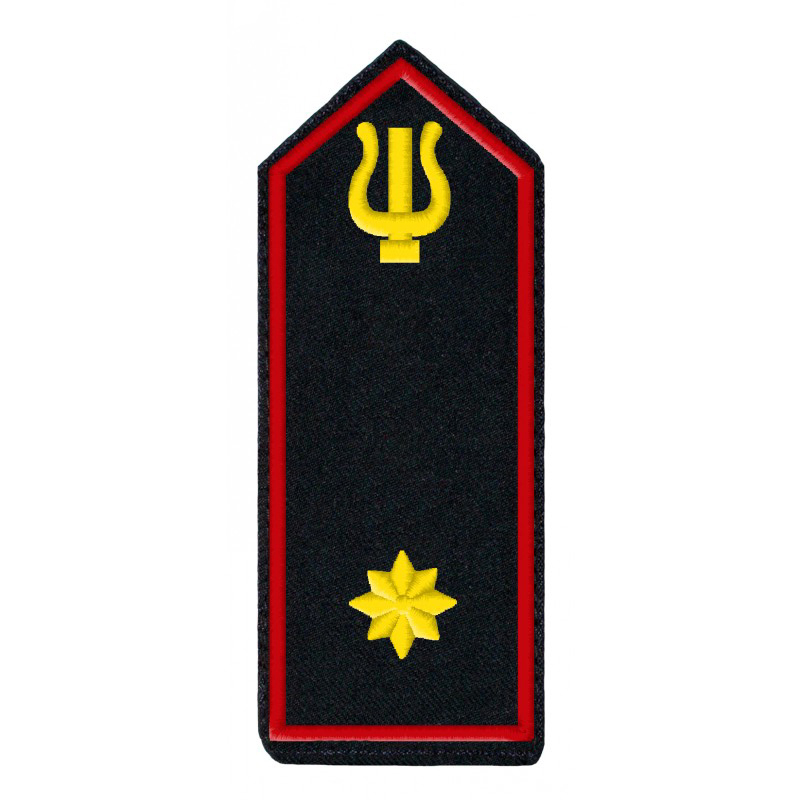
Landesstabführer/-in
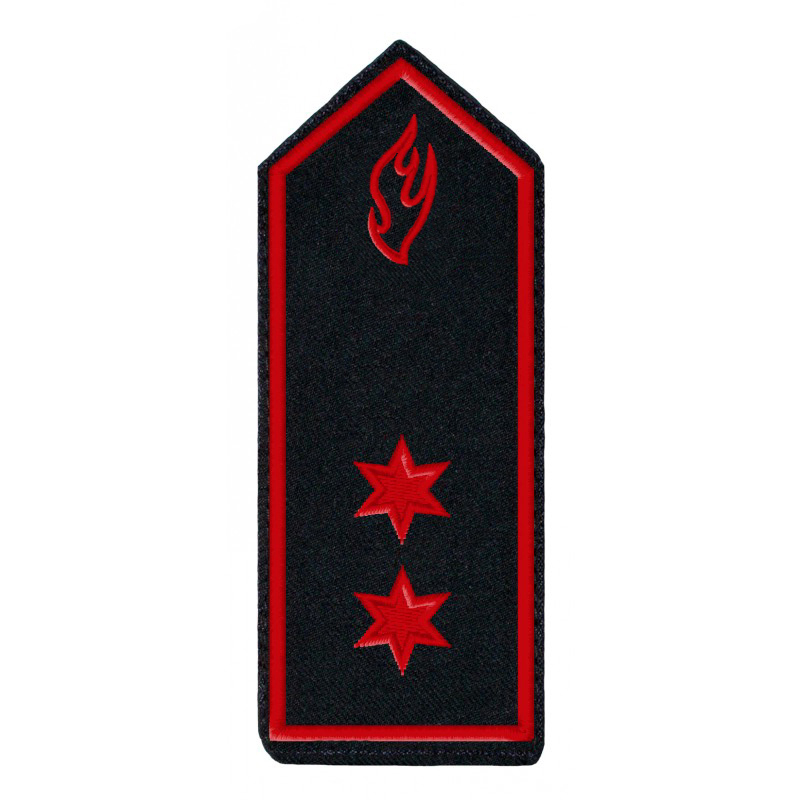
Beispiel für Kombination Dienstgrad/Funktion: Oberfeuerwehrmann als stellv. JF-Beauftragter auf LB-Ebene
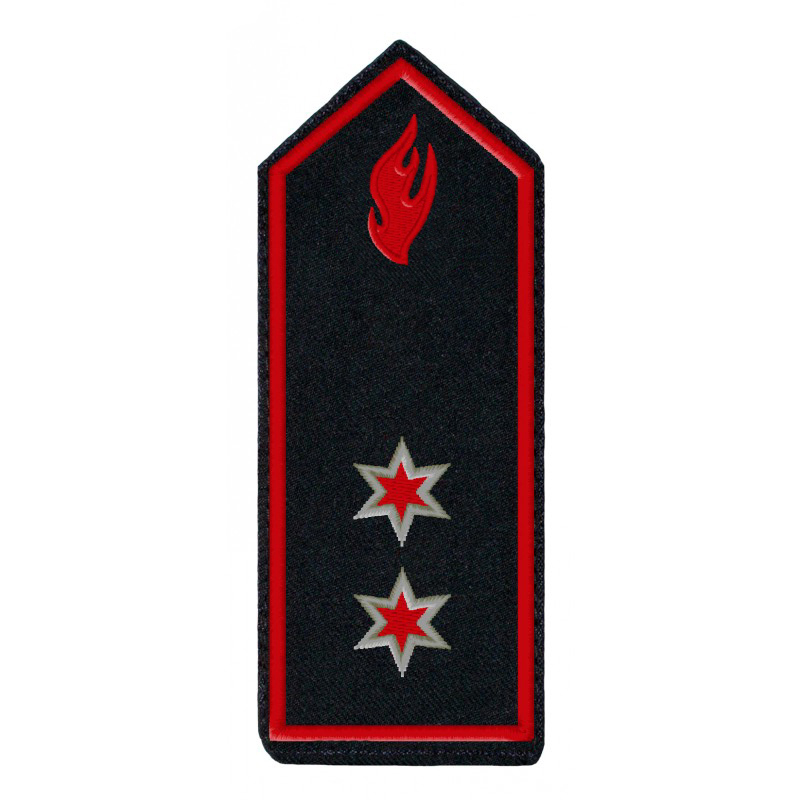
Beispiel für Kombination Dienstgrad/Funktion: Oberlöschmeister als JF-Beauftragter auf LB-Ebene
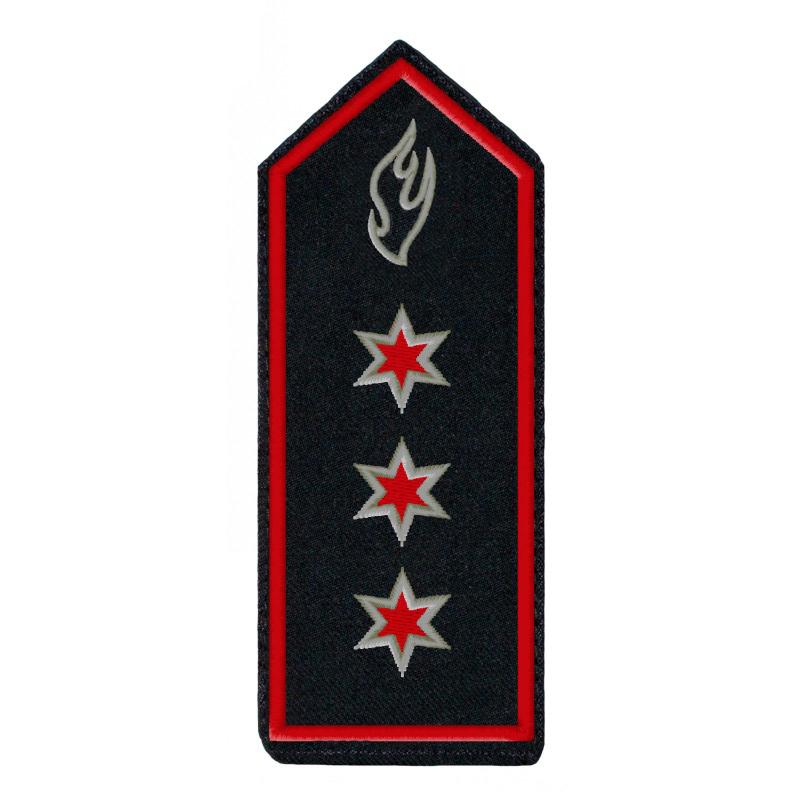
Beispiel für Kombination Dienstgrad/Funktion: Hauptlöschmeister als stellv. JF-Beauftragter auf Gemeindeebene
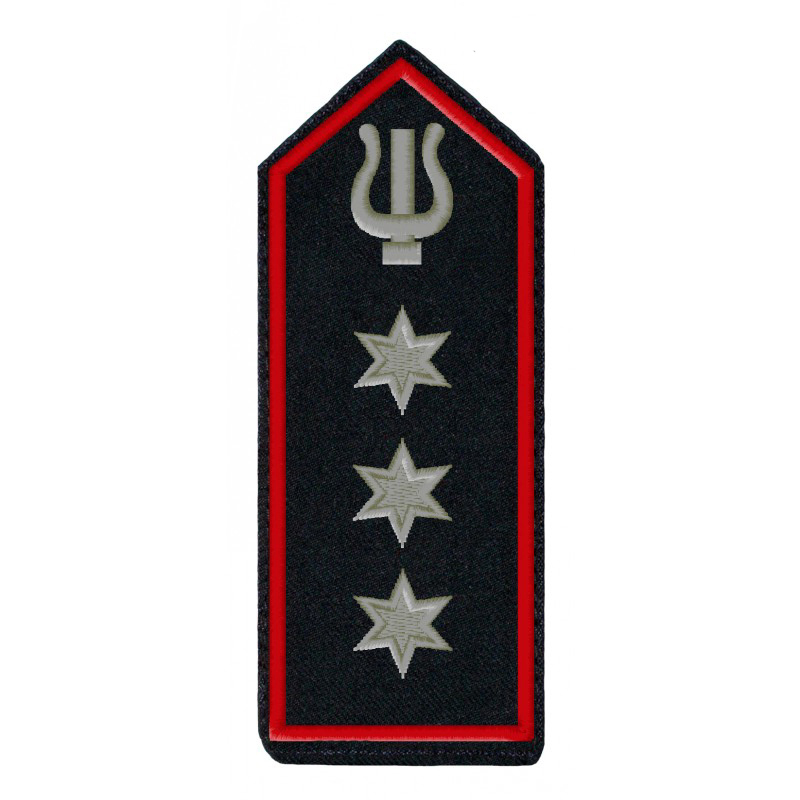
Beispiel für Kombination Dienstgrad/Funktion: Hauptbrandmeister als Stabführer

### Dienstgradabzeichen nach alter VV Dienstkleidung 1991
Die Dienstgradabzeichen für die Angehörigen der Freiwilligen Feuerwehren und der Werkfeuerwehren bestehen aus einem unten beschriebenen Kragenspiegelpaar.
Kragenspiegel aus schwarzem Grundtuch mit folgender Paspelierung:
- infanterierot für Feuerwehr-Anwärter bis Hauptbrandmeister der Freiwilligen Feuerwehr
- hellblau für Feuerwehr-Anwärter bis Hauptbrandmeister der Werkfeuerwehr
- silberfarben für Werkbrandinspektor/Werkbrandoberinspektor
- goldfarben für Brandinspekteuere, Geistliche und Ärzte

Feuerwehremblem aus mattglänzendem silberfarbenem Metall:
- für Feuerwehr-Anwärter bis Oberlöschmeister ohne Eichenlaubkranz,
- für Brandmeister bis Hauptbrandmeister und Werkbrandinspektor/Werkbrandoberinspektor mit mattglänzendem silberfarbenem Eichenlaubkranz.

Feuerwehremblem mit Eichenlaubkranz aus mattglänzendem goldfarbenem Metall für Brandinspekteuere
Die Dienstgrade unterscheiden sich zusätzlich nach den auf dem Kragenspiegel angeordneten Balken, nachfolgend sind die Kragenspiegel der Freiwilligen Feuerwehr dargestellt, die sich zu denen der Werkfeuerwehr lediglich durch die Farbe der Paspelierung unterscheiden. Die Paspelierung der Kragenspiegel der Werkfeuerwehr ist hellblau, ebenso die Balken bei den Mannschaftsdienstgraden.

#### Mannschaftsdienstgrade

##### Freiwillige Feuerwehr

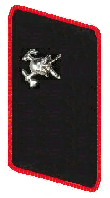
Feuerwehranwärter (FA) und Feuerwehrmann (FM)
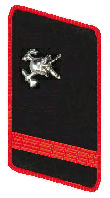
Oberfeuerwehrmann (OFM)
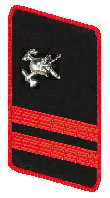
Hauptfeuerwehrmann (HFM)

##### Werkfeuerwehr

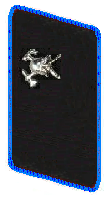
Feuerwehranwärter und Feuerwehrmann
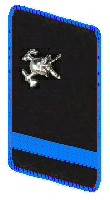
Oberfeuerwehrmann
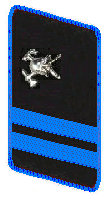
Hauptfeuerwehrmann

#### Führungsdienstgrade
Voraussetzungen:
- Löschmeister mindestens abgeschlossene Gruppenführer-Ausbildung
- Brandmeister mindestens abgeschlossene Zugführer-Ausbildung
- Brandinspekteur und Landesbrandinspekteur mindestens Brandmeister, die Ausbildung zum Verbandsführer und den Lehrgang „Leiter einer Feuerwehr“ sind innerhalb von zwei Jahren nach Ernennung nachzuweisen.
- Werkbrandinspektor mindestens einjährige Dienstzeit als Brandmeister und erfolgreiche Teilnahme an einem Brandinspektorlehrgang für Berufsfeuerwehren.
- Werkbrandoberinspektor mindestens einjährige Dienstzeit als Werkbrandinspektor.

##### Freiwillige Feuerwehr

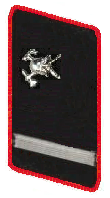
Löschmeister (LM)
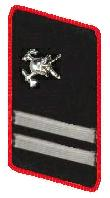
Oberlöschmeister (OLM)
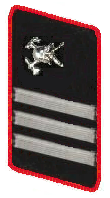
Hauptlöschmeister (HLM)
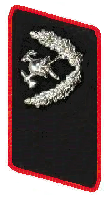
Brandmeister (BM)
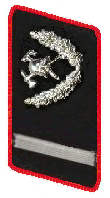
Oberbrandmeister (OBM)
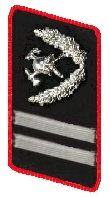
Hauptbrandmeister (HBM)
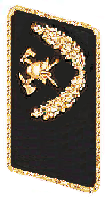
Brandinspekteur (BI)
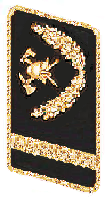
Landesbrandinspekteur (LBI)
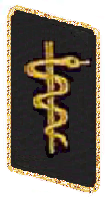
Feuerwehrarzt
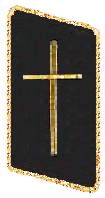
Geistlicher in der Feuerwehr

Zusätzliche Funktionskennzeichen für Löschbezirks-, Löschabschnitts- und Wehrführer:

Diese werden als Ärmelabzeichen auf dem linken Ärmel der Dienstjacke, (Abstand vom Ärmelrand ca. 90 mm) getragen.

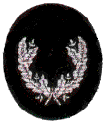
Löschbezirksführer
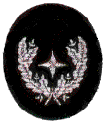
Löschabschnittsführer
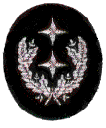
Wehrführer

Entgegen der Verwaltungsvorschrift über die Dienstkleidung der Feuerwehr verwenden einige Freiwillige Feuerwehren im Saarland an ihren HuPF-Jacken andere Dienstgradabzeichen angelehnt an die Dienstgradabzeichen der Beamten des feuerwehrtechnischen Dienstes der Berufsfeuerwehr (BF) und der Landesfeuerwehrschule (LFS). Diese werden am unteren linken Ärmel getragen.

##### Werkfeuerwehr

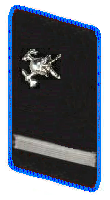
Löschmeister
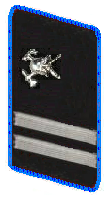
Oberlöschmeister
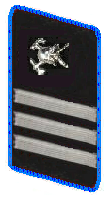
Hauptlöschmeister
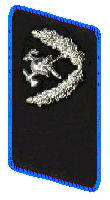
Brandmeister
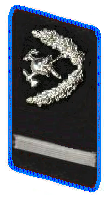
Oberbrandmeister
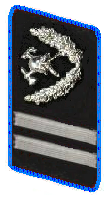
Hauptbrandmeister

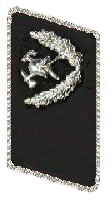
Werkbrandinspektor
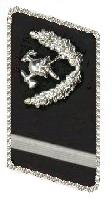
Werkbrandoberinspektor

## Hauptamtliche Feuerwehrangehörige
Beamtinnen und Beamte im feuerwehrtechnischen Dienst und vergleichbar eingruppierte hauptamtlich bzw. hauptberufliche feuerwehrtechnische Beschäftigte bei den kommunalen Feuerwehren, den Gemeindeverbänden, im Landesdienst und bei den Werkfeuerwehren.

### Dienstgradabzeichen nach neuer VV Dienstkleidung 2015
Die Dienstgradabzeichen für die Angehörigen der Berufsfeuerwehren, der Werkfeuerwehren (hauptberuflich) bzw. der hauptamtlichen Kräfte mit Laufbahnausbildung bestehen aus einem Schulterklappenpaar.
Die Schulterklappen für die jeweiligen Dienstgradgruppen unterscheiden sich wie folgt:
- silberne Umrandung und rote Dienstgradsterne für den mittleren feuerwehrtechnischen Dienst
- silberne Umrandung und silberne Dienstgradsterne für den gehobenen feuerwehrtechnischen Dienst
- goldene Umrandung und goldene Dienstgradsterne für den höheren feuerwehrtechnischen Dienst

#### Mittlerer Dienst
Beamte des Mittleren Dienstes und vergleichbar eingruppierte hauptamtlich bzw. hauptberufliche feuerwehrtechnische Beschäftigte

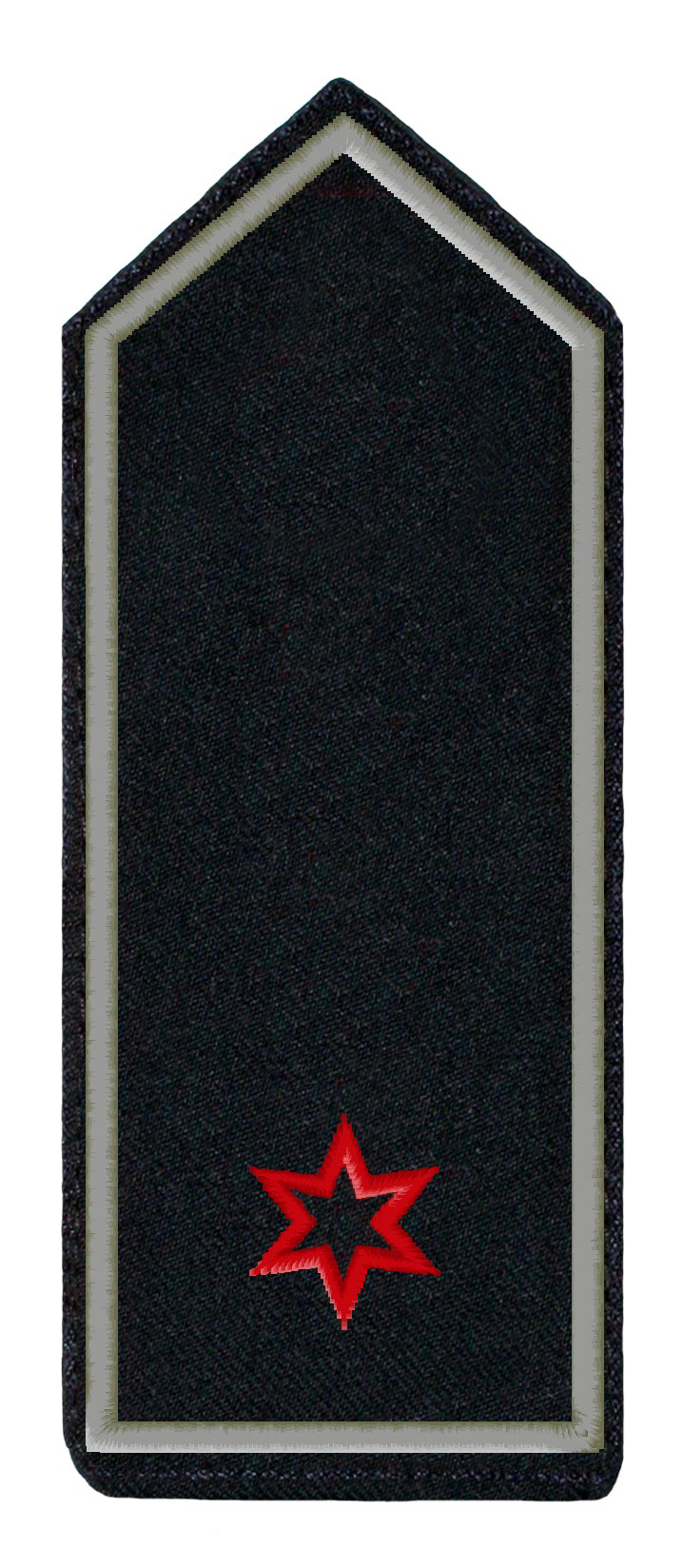
Brandmeisteranwärter/-in (BrMA) Werkbrandmeisteranwärter/-in (WBrMA)
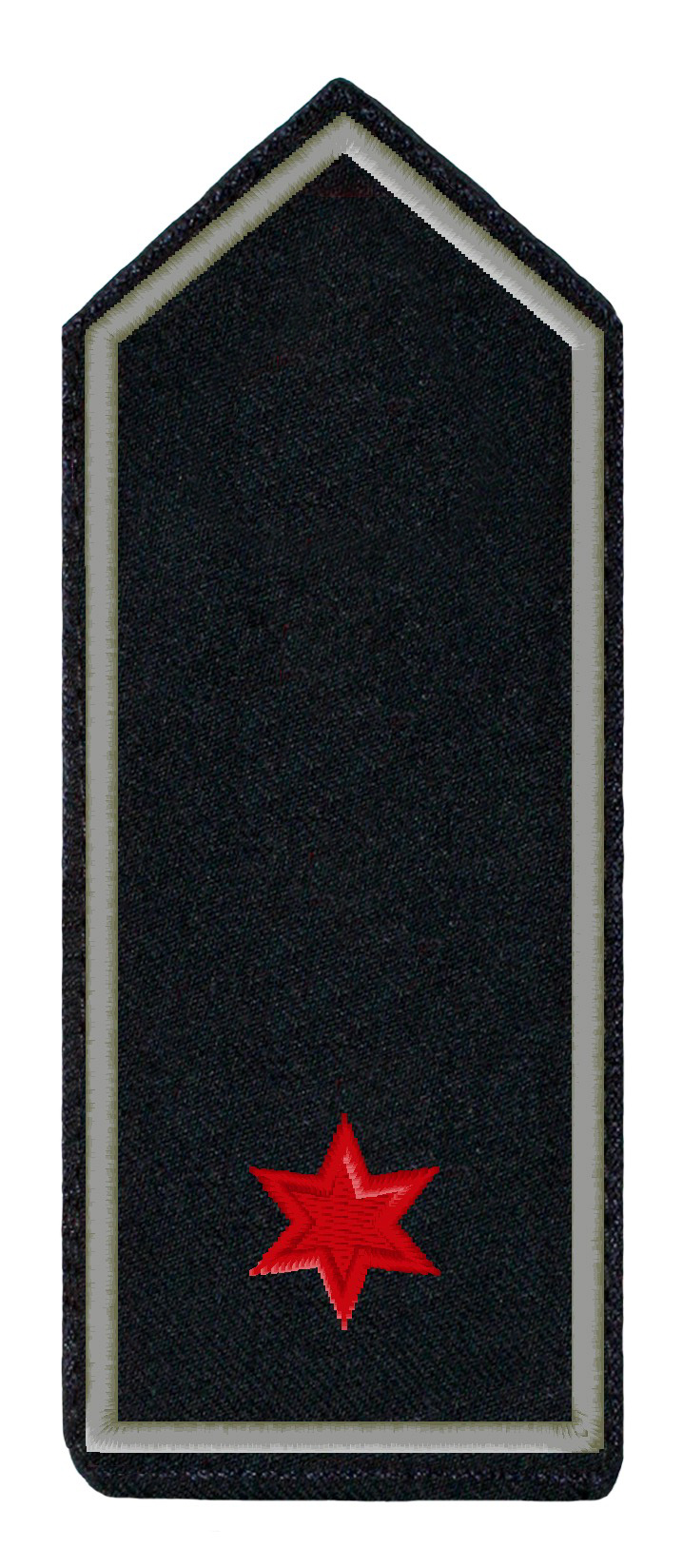
Brandmeister/-in (BrM) Werkbrandmeister/-in (WBrM)
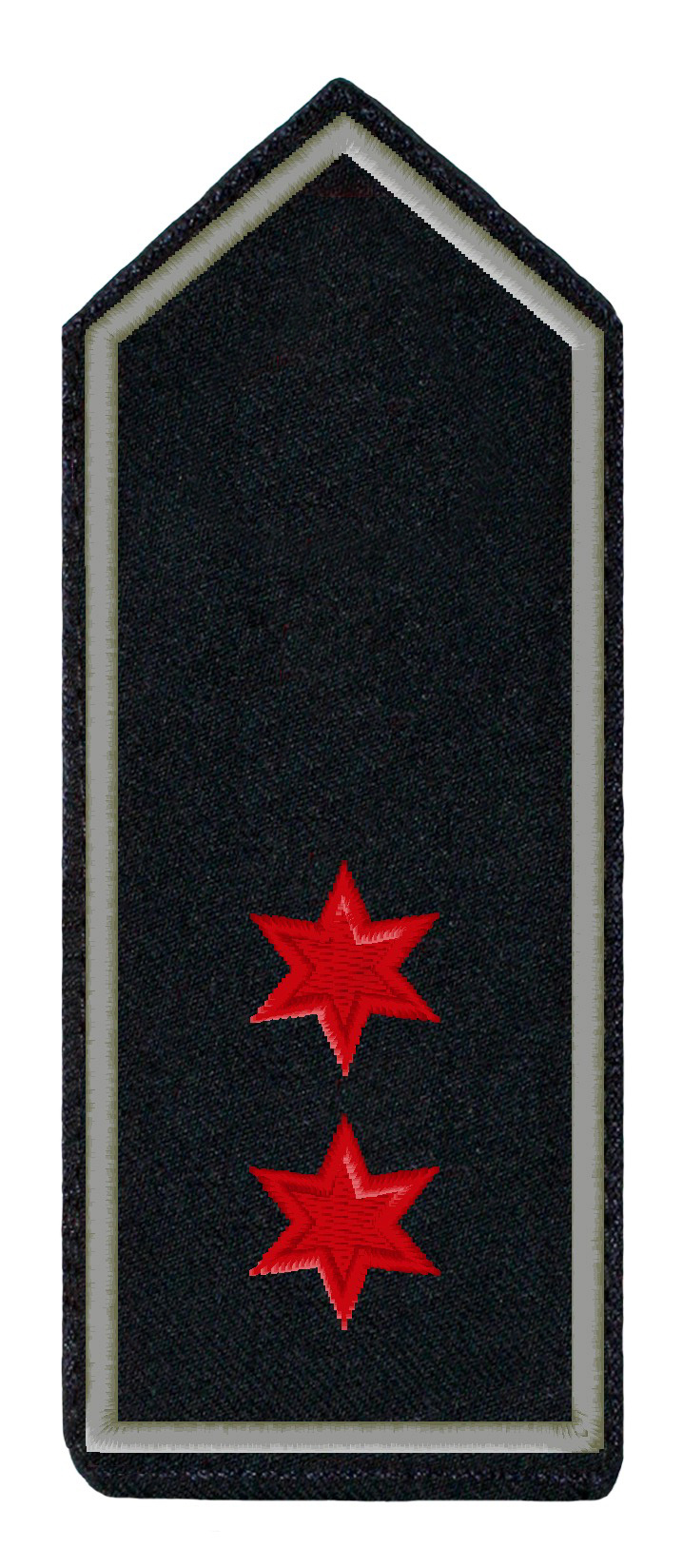
Oberbrandmeister/-in (OBrM) Werkoberbrandmeister/-in (WOBrM)
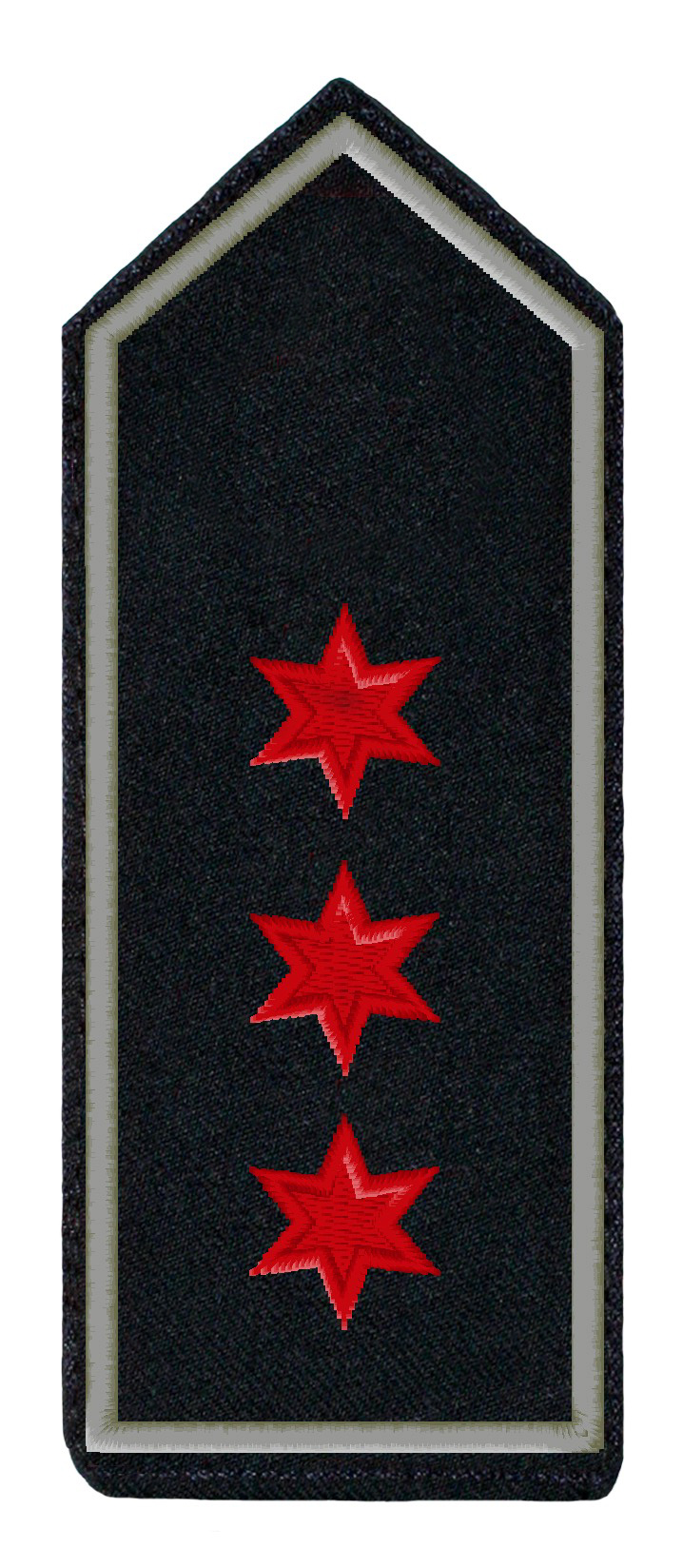
Hauptbrandmeister/-in (HBrM) Werkhauptbrandmeister/-in (WHBrM)
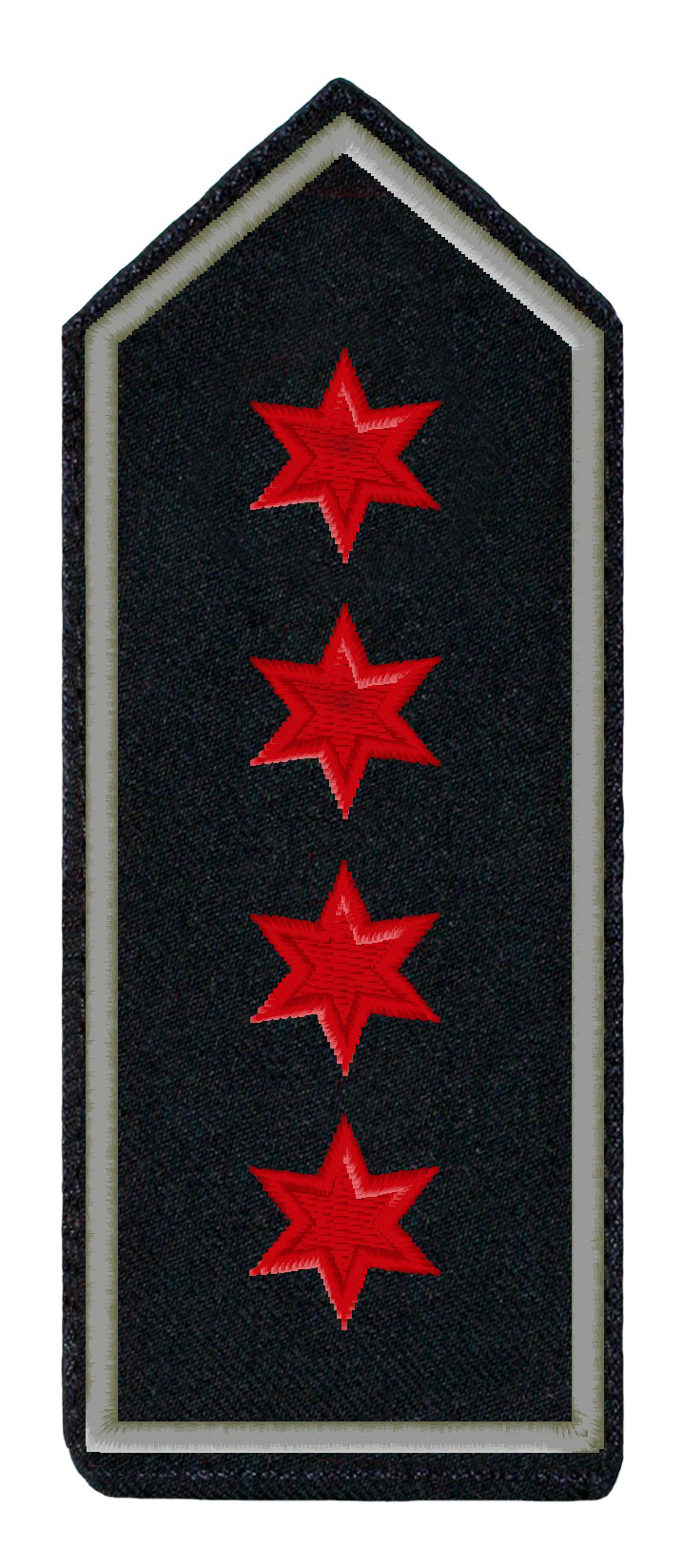
Hauptbrandmeister/-in mit Zulage (HBrM Z)

#### Gehobener Dienst
Beamte des Gehobenen Dienstes und vergleichbar eingruppierte hauptamtlich bzw. hauptberufliche feuerwehrtechnische Beschäftigte

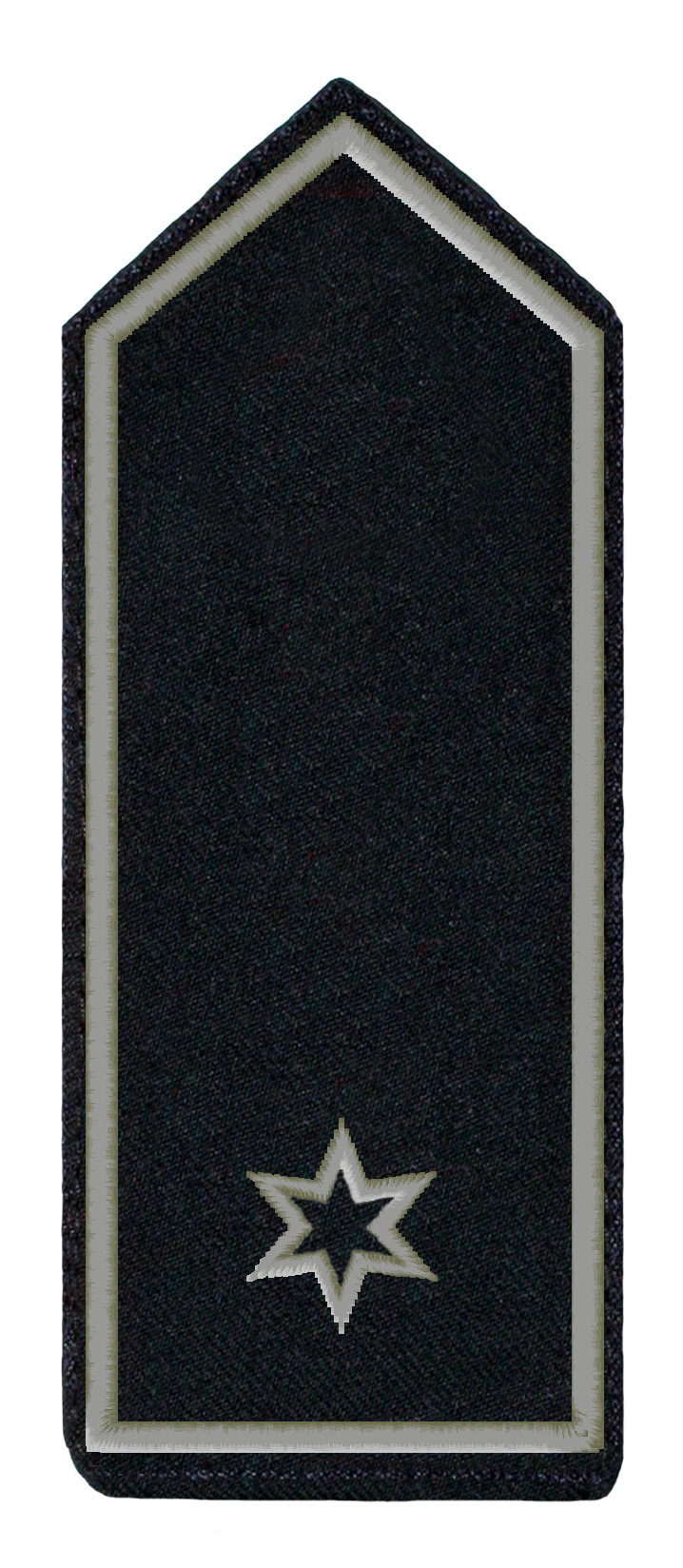
Brandoberinspektoranwärter/-in (BrOIA) Werkbrandoberinspektoranwärter/-in (WBrOIA)
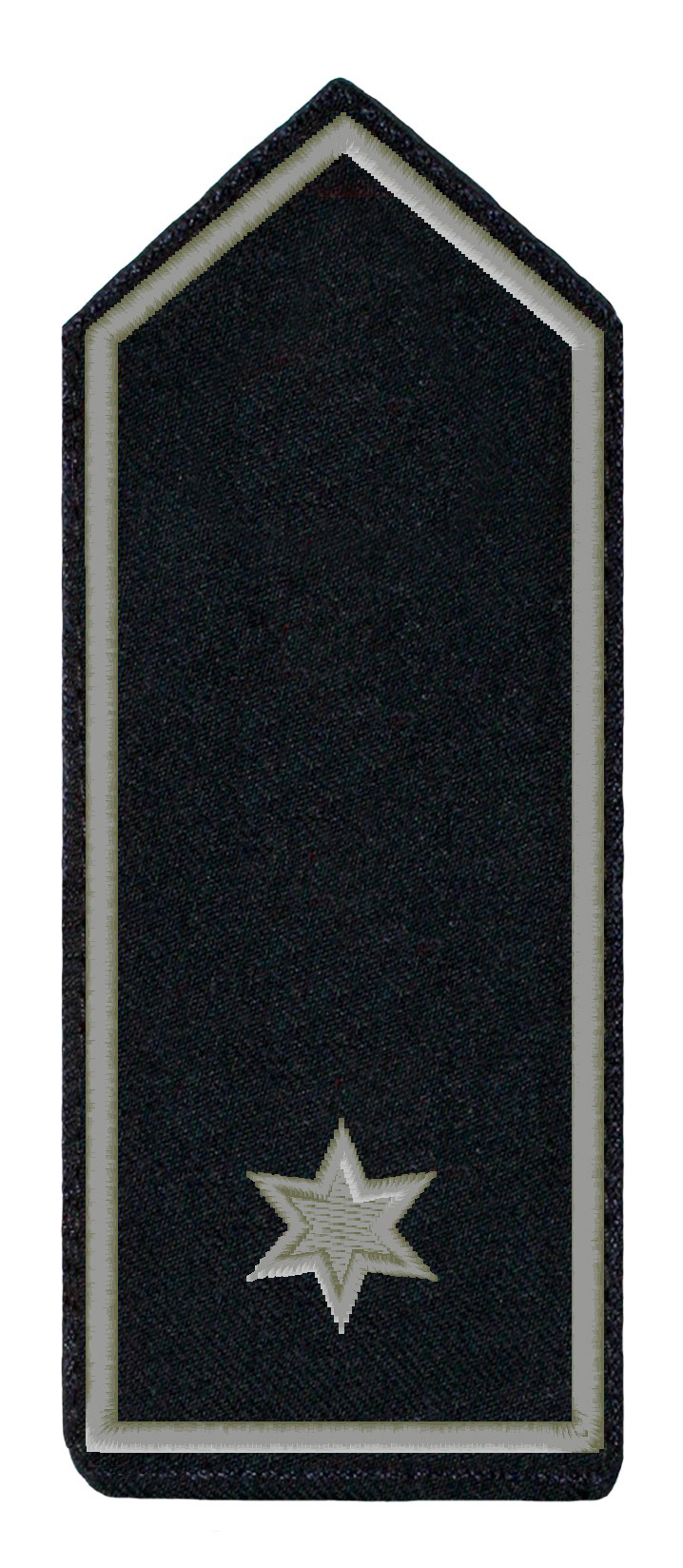
Brandinspektor/-in (BrI), Werkbrandinspektor/-in (WBrI)
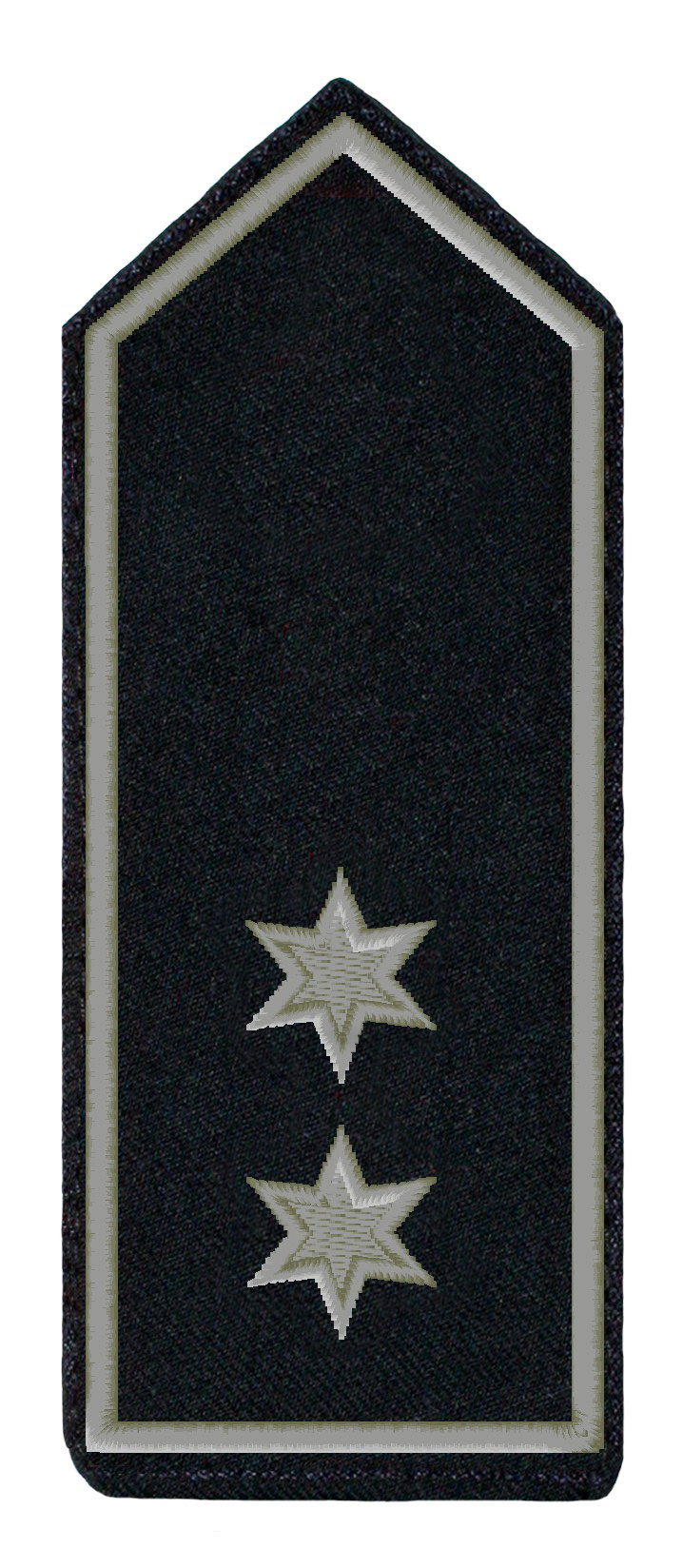
Brandoberinspektor/-in (BrOI), Werkbrandoberinspektor (WBrOI)
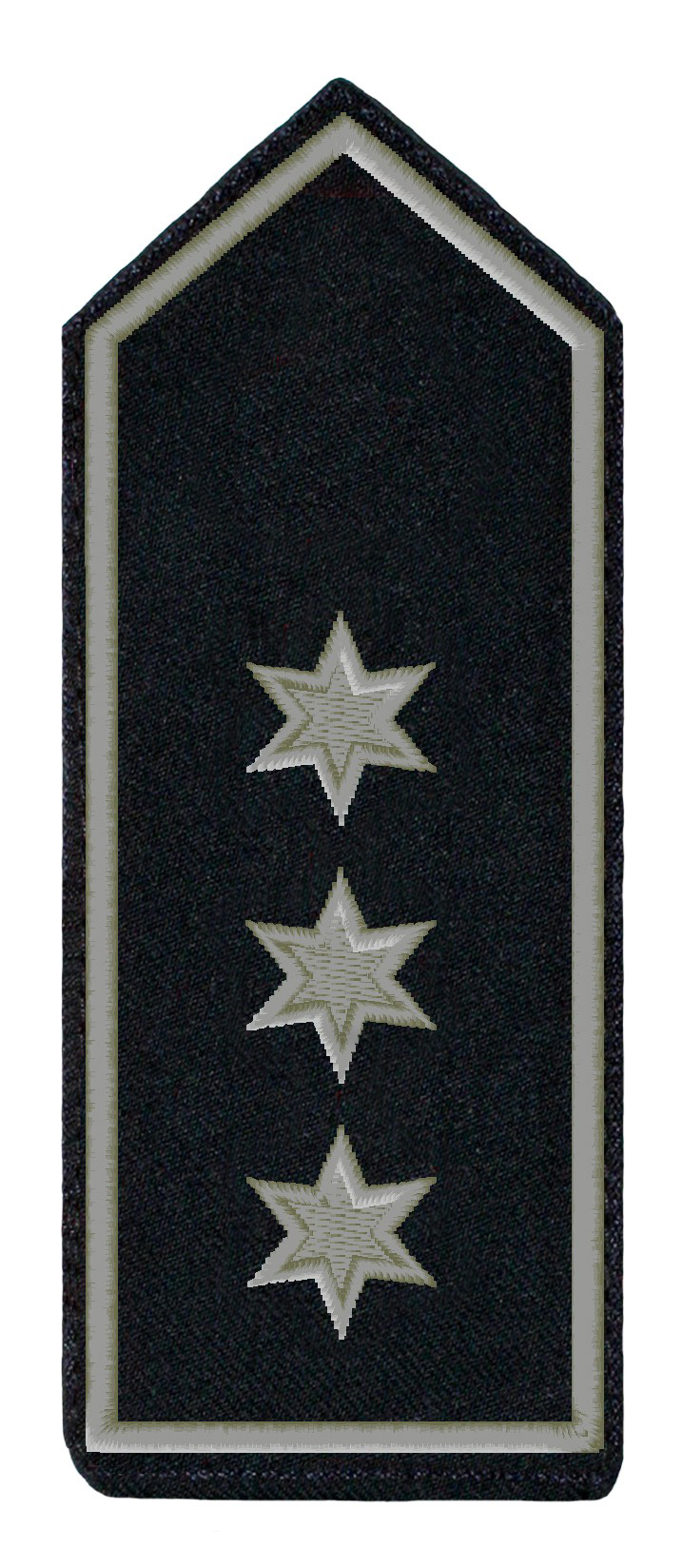
Brandamtmann/-frau (BrA)
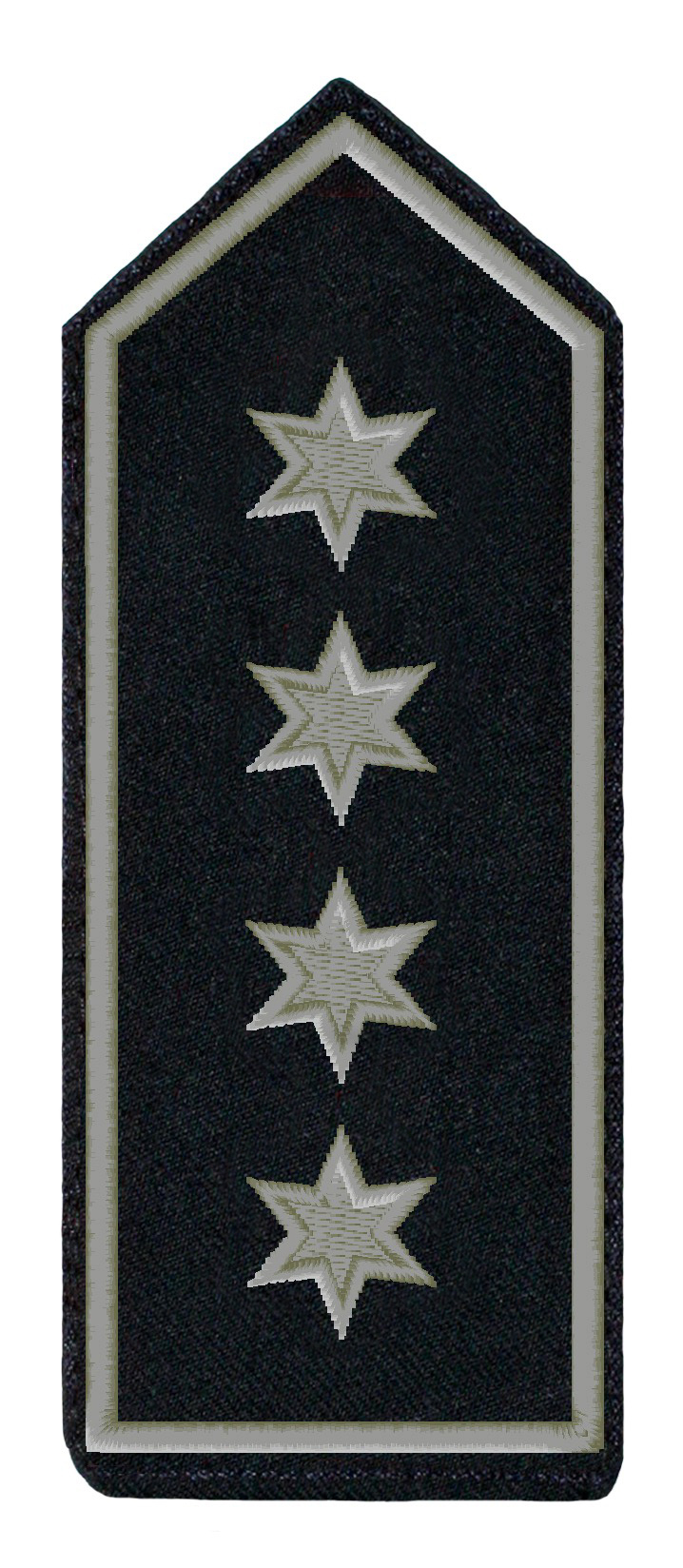
Brandamtsrat/-rätin (BrAR)
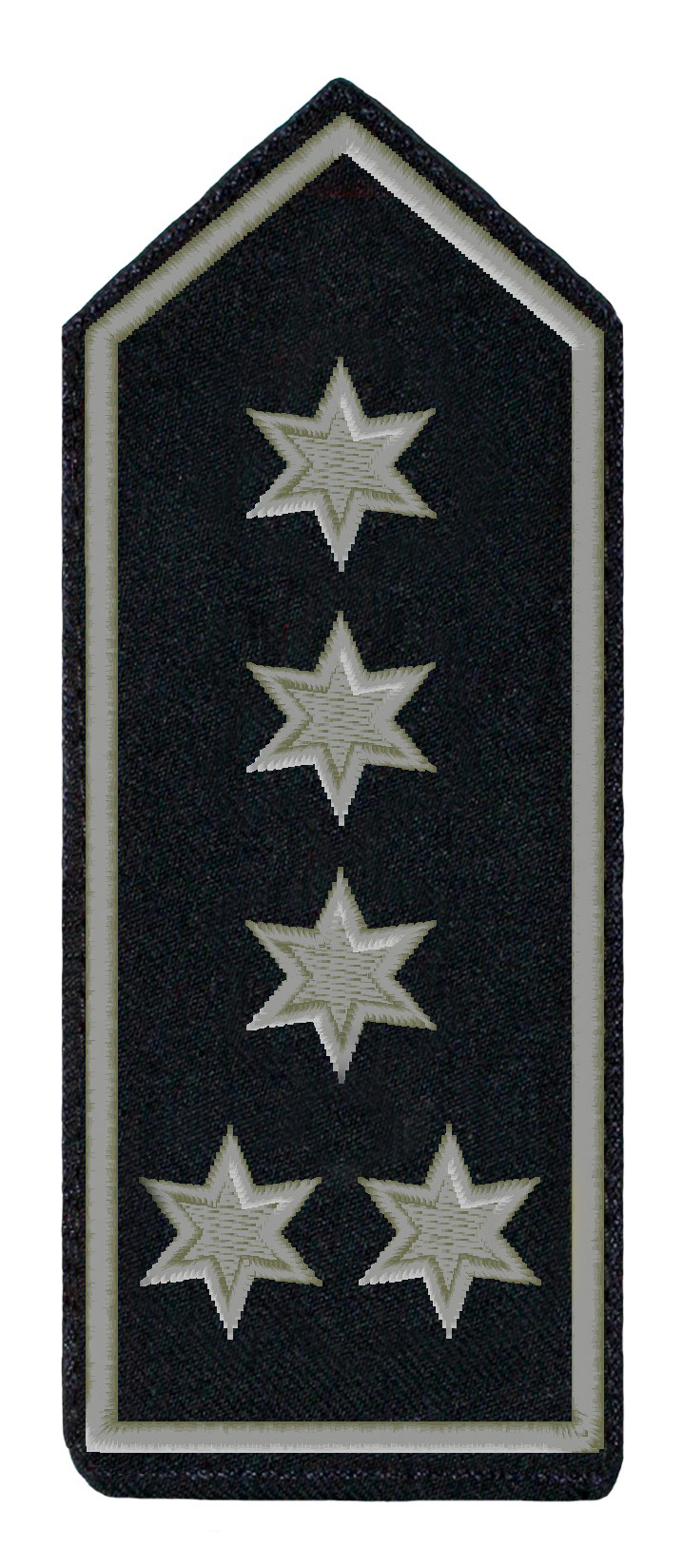
Brandoberamtsrat/-rätin (BrOAR)
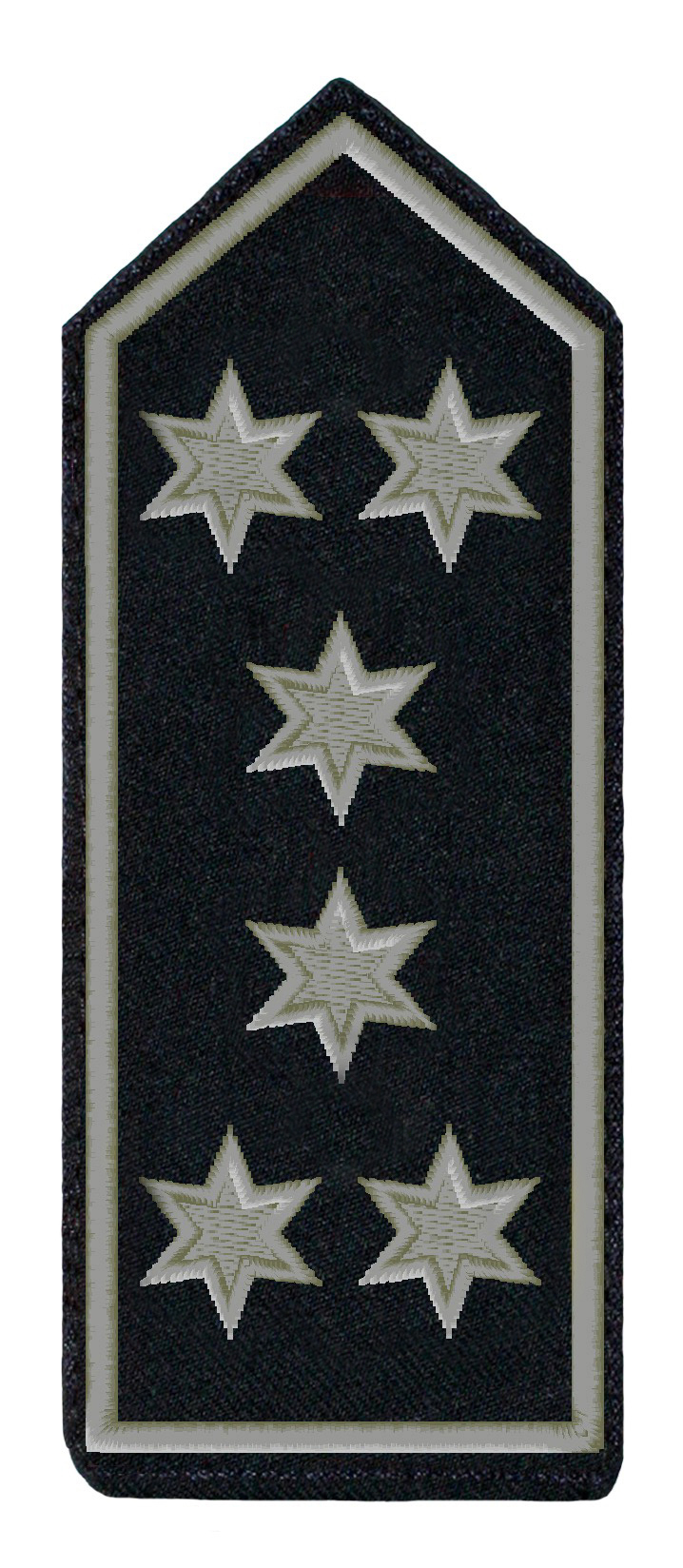
Brandoberamtsrat/-rätin mit Zulage (BrOAR Z)

#### Höherer Dienst
Beamte des Höheren Dienstes und vergleichbar eingruppierte hauptamtlich bzw. hauptberufliche feuerwehrtechnische Beschäftigte

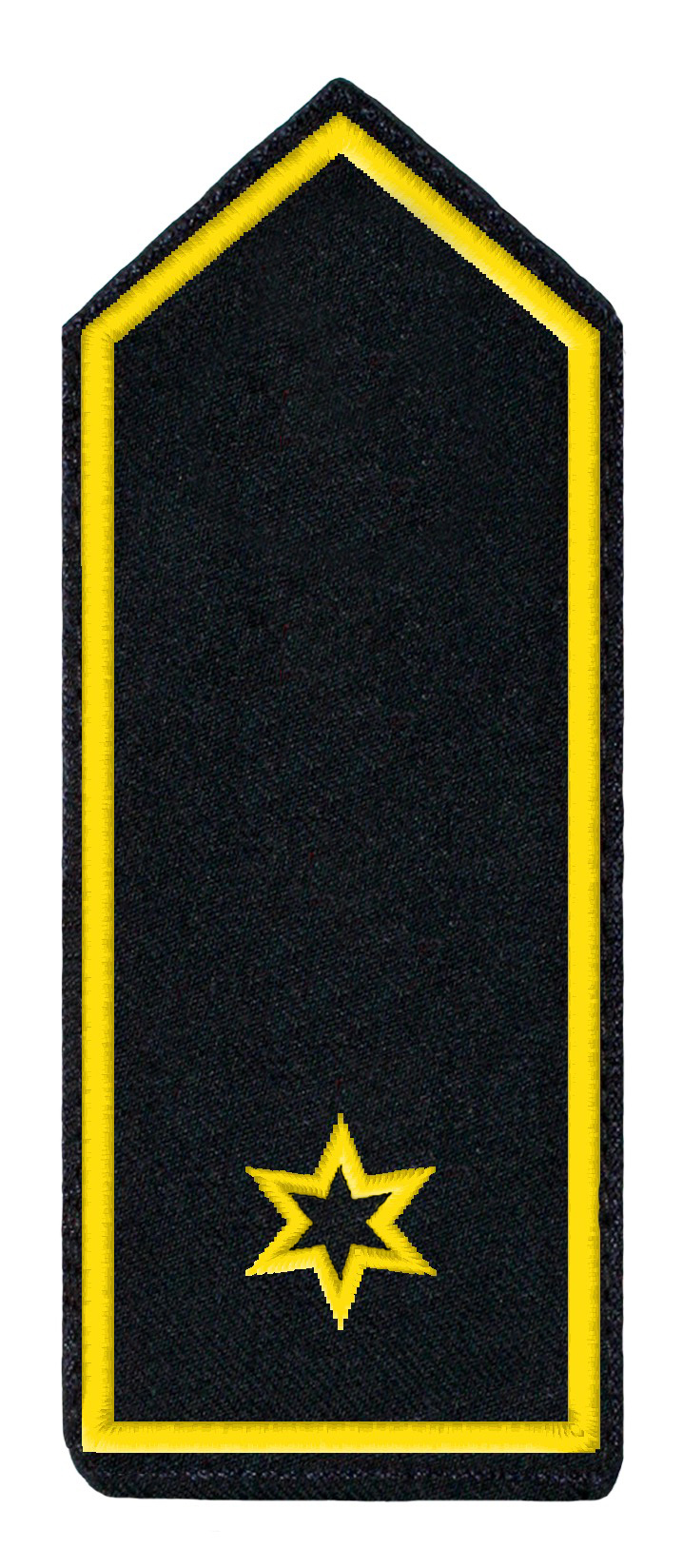
Brandreferendar/-in (BrRef)
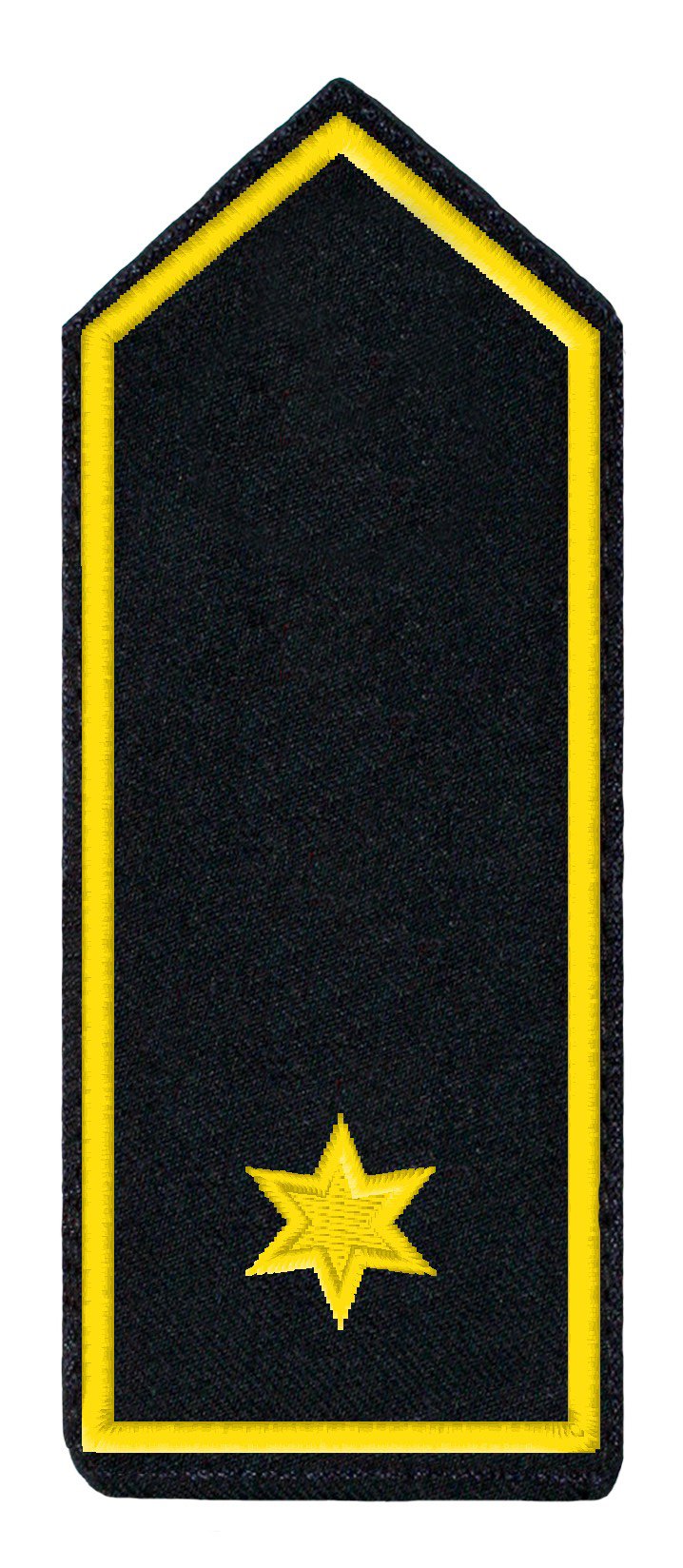
Brandrat/-rätin (BrR)
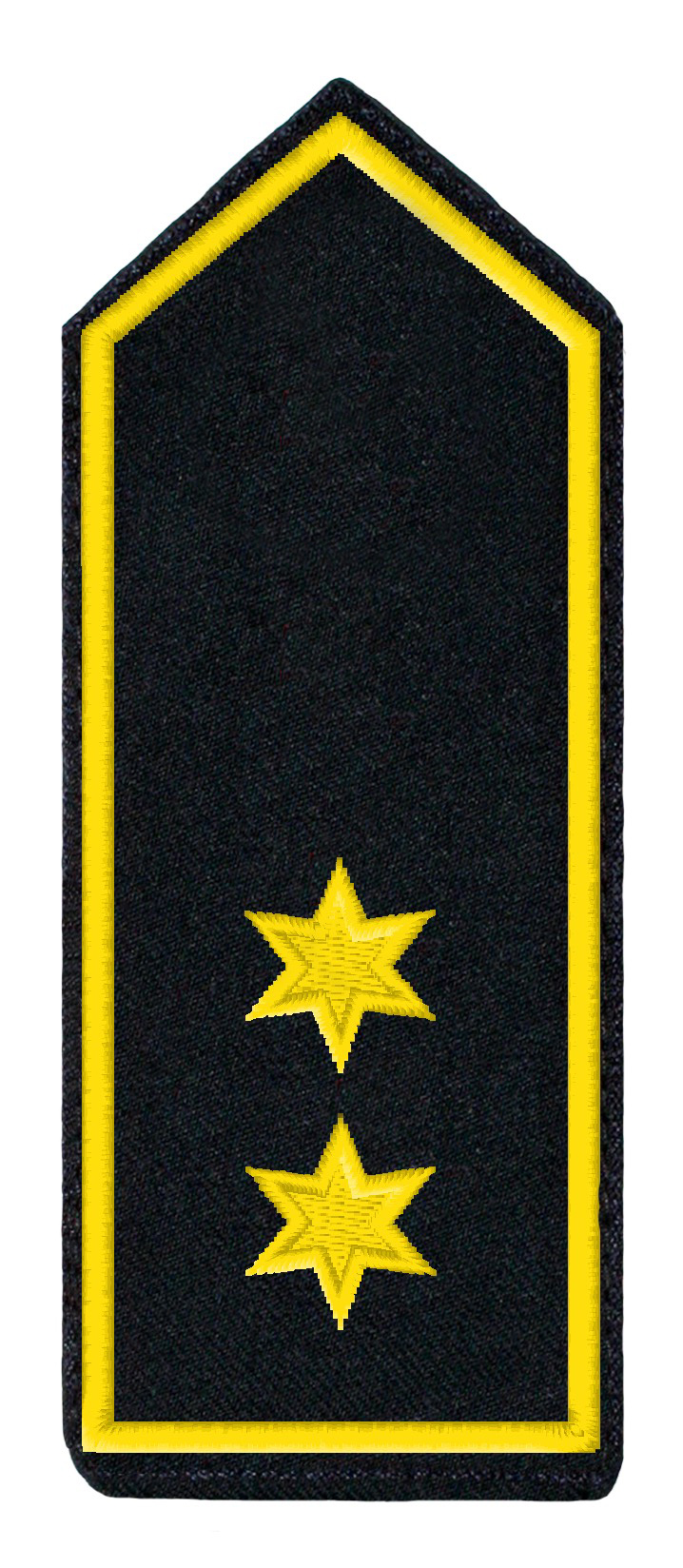
Brandoberat/-rätin (BrOR)
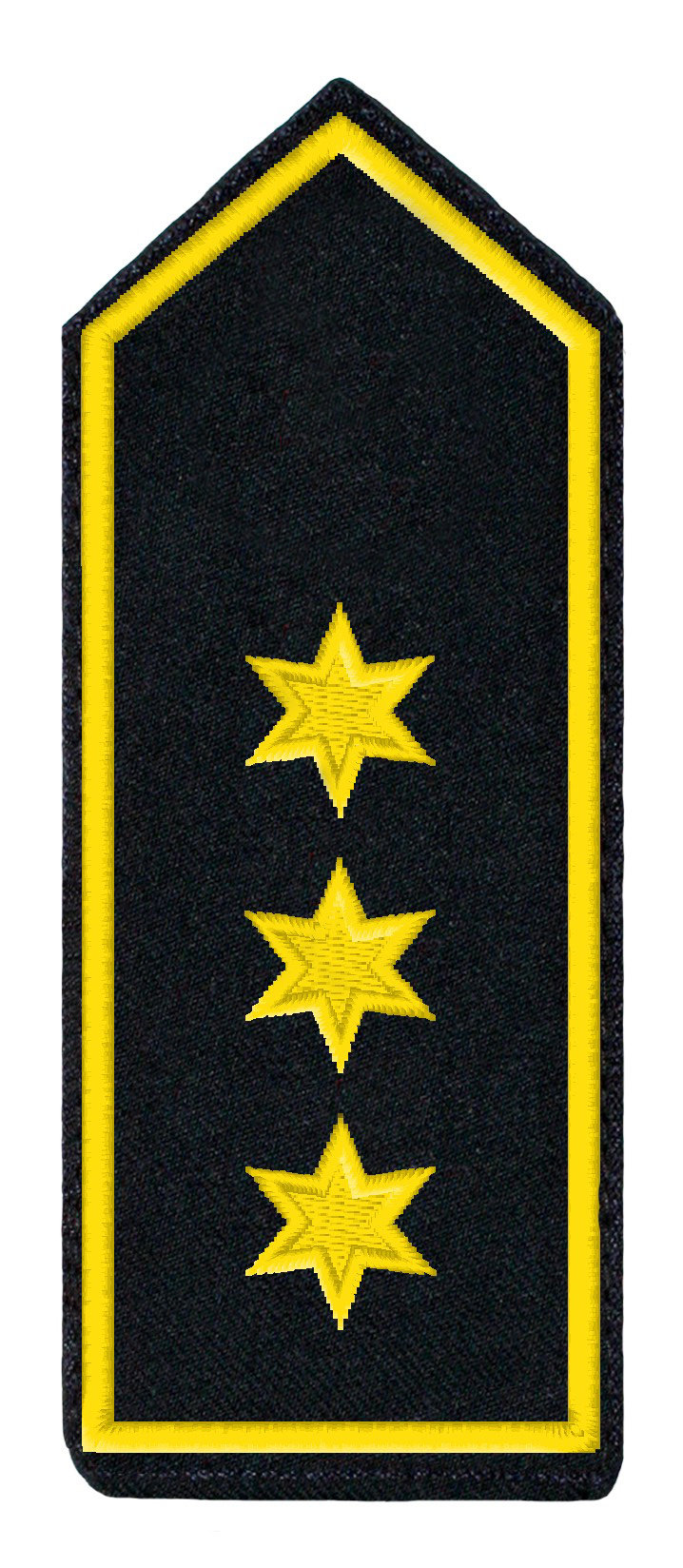
Branddirektor/-in (BrD)
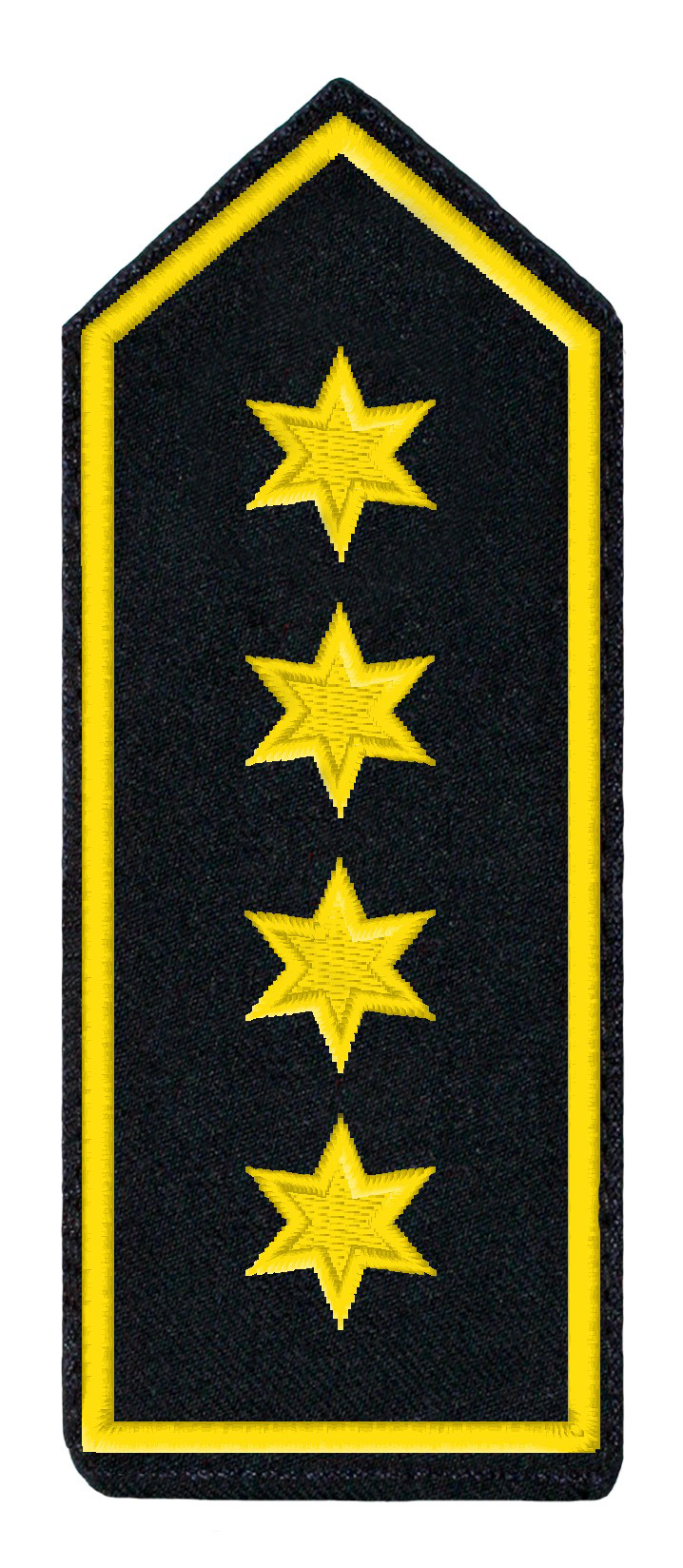
Leitende/r Branddirektor/-in (LtBrD)

#### Beispiele für die Kombination von Führungsfunktionen und Dienstgraden

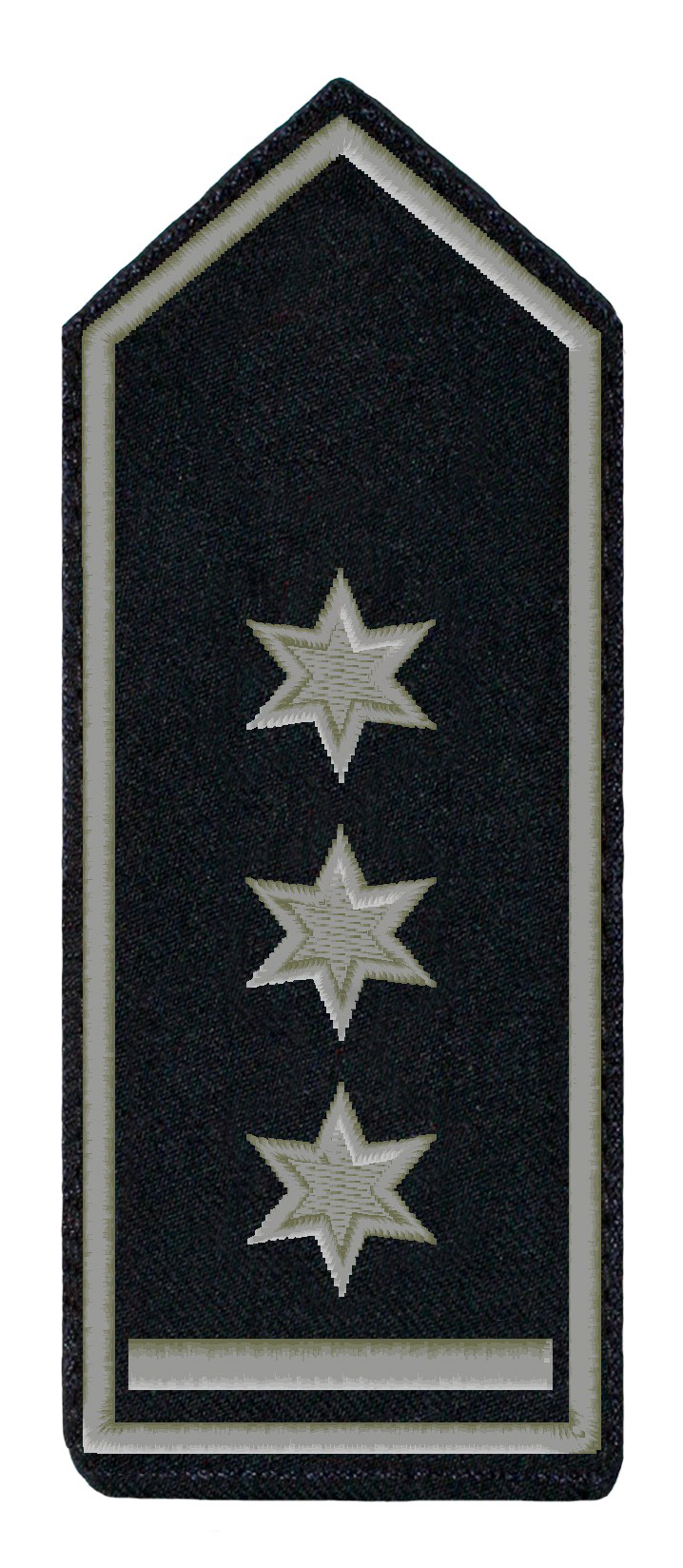
Brandamtmann als stellv. Abteilungsleiter
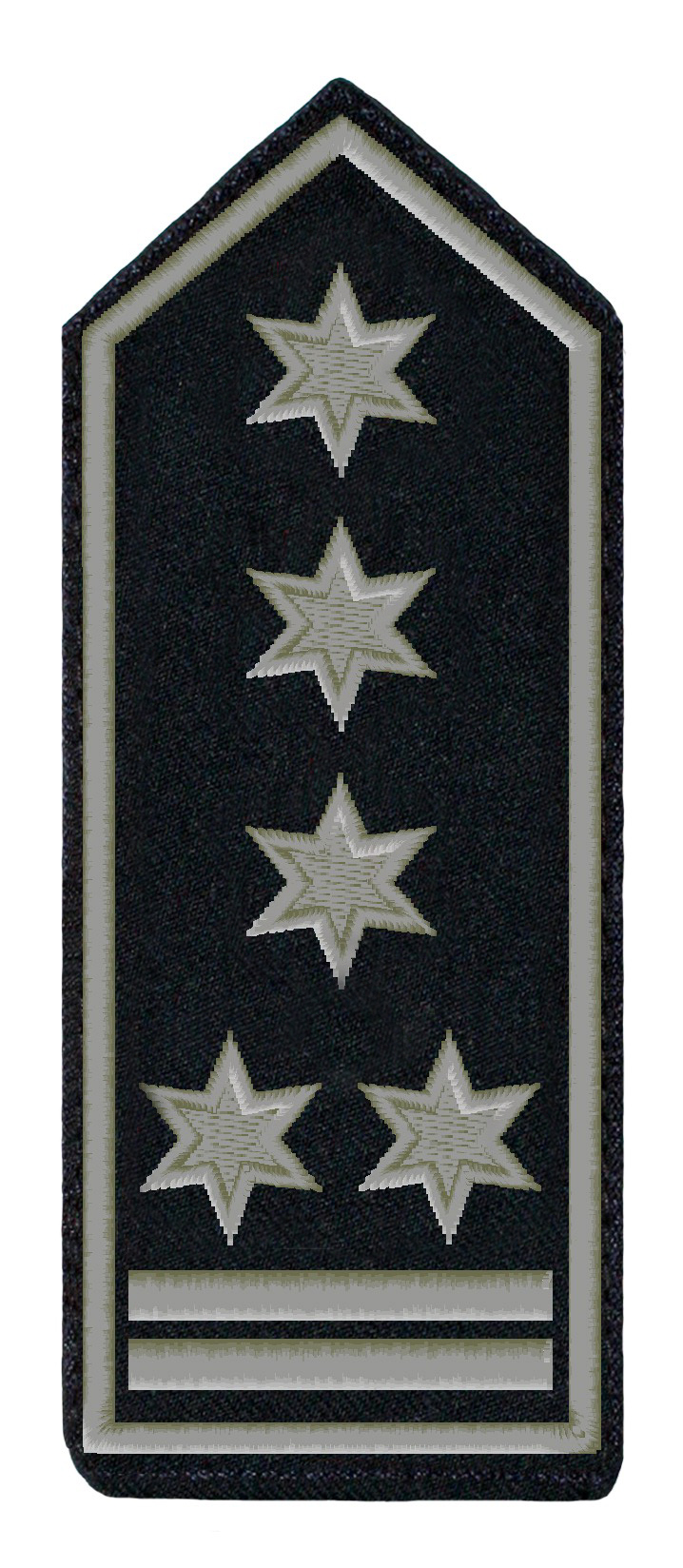
Brandoberamtsrat als Abteilungsleiter
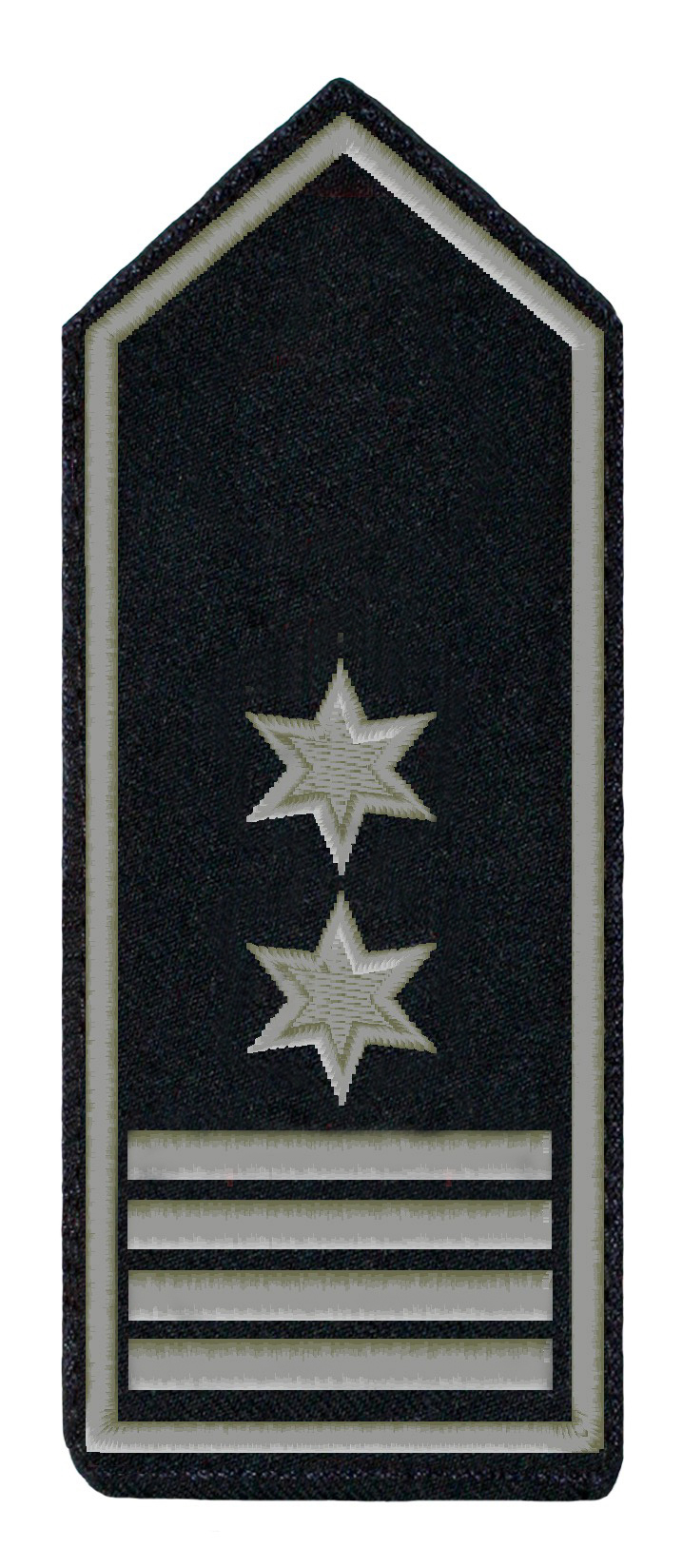
Leitender Werkbrandoberinspektor als Leiter der Werkfeuerwehr
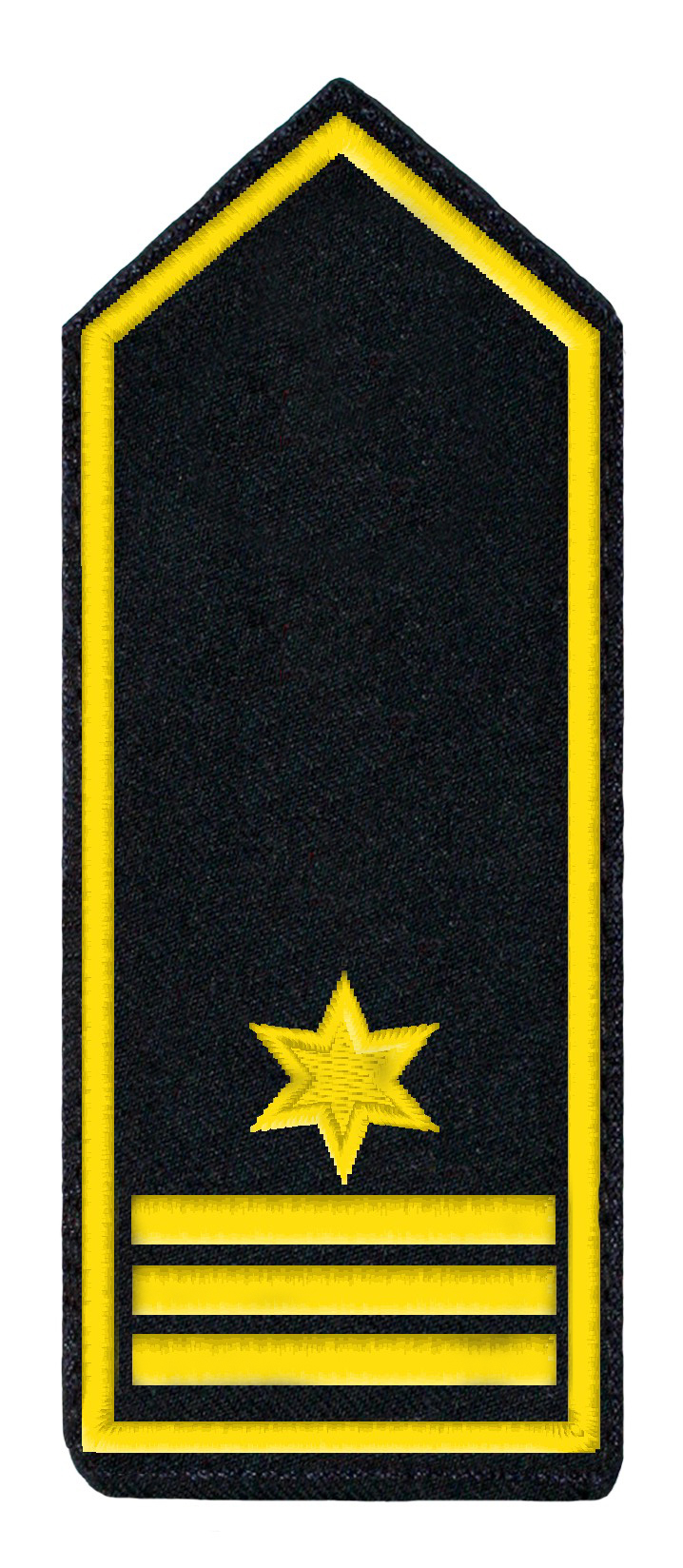
Brandrat als stellv. Leiter der Feuerwehr
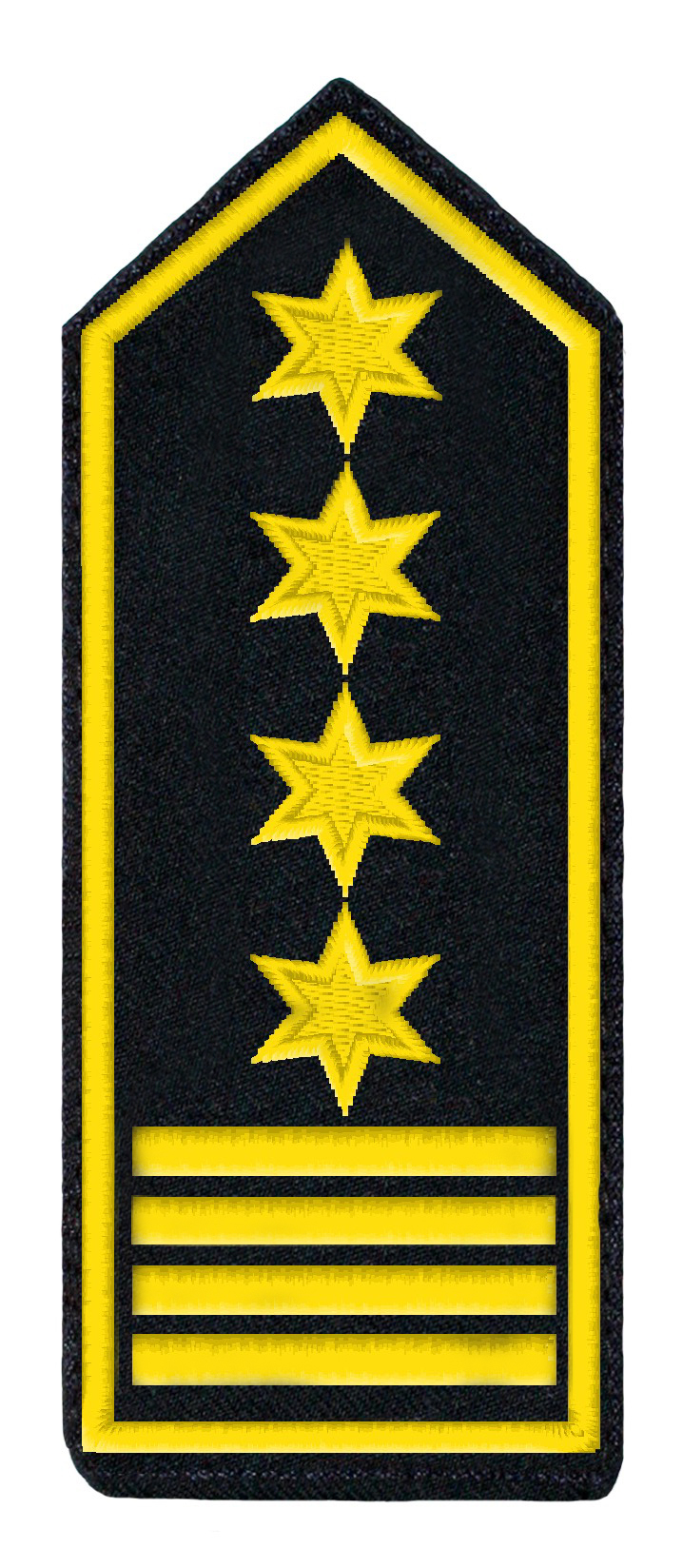
Leitender Branddirektor als Leiter der Feuerwehr

### Dienstgradabzeichen nach alter VV Dienstkleidung 1991
Bei der Berufsfeuerwehr und der Feuerwehrschule des Saarlandes werden die Dienstgradabzeichen als Ärmelabzeichen auf einer rechteckigen aus schwarzem Grundtuch gefertigten Platte am linken Unterärmel der Dienstjacke getragen. Die Dienstgrade unterscheiden sich durch die Farbe und Anzahl der Balken sowie der Farbe der umlaufenden Litze wie folgt:
- Litze infanterierot für den mittleren feuerwehrtechnischen Dienst
- Litze silberfarben für den gehobenen feuerwehrtechnischen Dienst
- Litze goldfarben für den höheren feuerwehrtechnischen Dienst

Zusätzliche Unterscheidung der Dienstgrade durch Farbe und Anzahl der Balken.

#### Beamte des Mittleren Dienstes

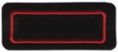
Feuerwehranwärter (FA)
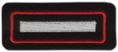
Brandmeister (BM)
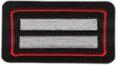
Oberbrandmeister (OBM)
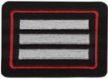
Hauptbrandmeister (HBM)

#### Beamte des Gehobenen Dienstes

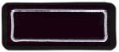
Brandinspektoranwärter (BIA)
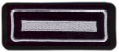
Brandinspektor (BI)
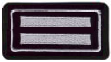
Brandoberinspektor (BOI)
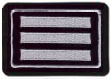
Brandamtmann (BA)
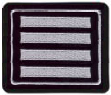
Bramdamtsrat (BAR)
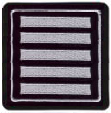
Brandoberamtsrat (BOAR)

#### Beamte des Höheren Dienstes

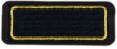
Brandreferendar (BRef)
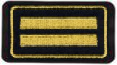
Brandassessor/Brandrat (BAss/BR)
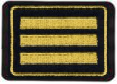
Brandoberrat (BOR)
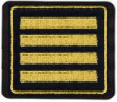
Branddirektor (BDir)
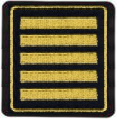
Ltd. Branddirektor (Ltd.BDir.)